# Philipp I. (Hessen)

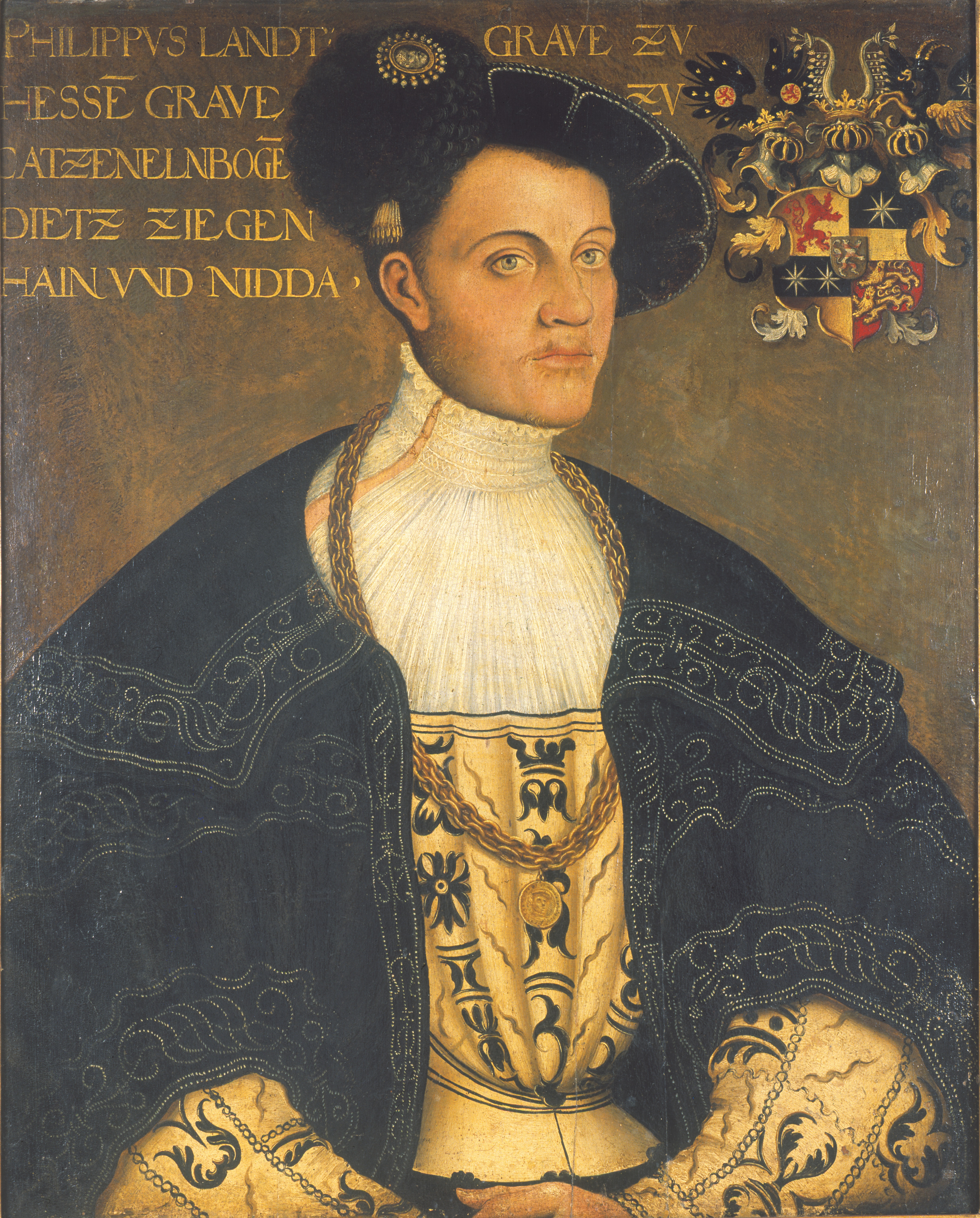
Der junge Philipp von Hessen in Hofkleidung, ohne Herrschaftsinsignien (Kopie von Hans Krell 1534 nach einem verlorenen Original wohl Lucas Cranachs des Älteren, Wartburg-Stiftung)

Philipp I. von Hessen, auch Philipp der Großmütige genannt (* 13. November 1504 in Marburg; † 31. März 1567 in Kassel), regierte von 1518 bis 1567 die Landgrafschaft Hessen. Er war neben dem dominierenden Kurfürsten Johann Friedrich von Sachsen eine der beiden Führungspersönlichkeiten des Schmalkaldischen Bundes. Dieser Bund, der von 1531 bis 1547 bestand, war der politisch-militärische Arm des Protestantismus im Heiligen Römischen Reich.
Es hatte aber nichts mit Religion zu tun, dass Philipp zu einem Gegner des altgläubigen Kaisers Karl V. aus dem Haus Habsburg wurde. Im Erbschaftsstreit zwischen Hessen und Nassau um die Grafschaft Katzenelnbogen entschieden kaiserliche Kommissare 1523 zugunsten von Nassau, und Karl V. forderte die Umsetzung dieses Urteils ein. Das hessische Kernterritorium um Kassel und Marburg war arm. Philipp wollte deshalb auf keinen Fall auf die Einnahmen aus Katzenelnbogen verzichten. Viele Reichsfürsten hatten es missbilligt, dass der geächtete Herzog Ulrich von Württemberg aus seinem Herzogtum vertrieben worden war, das seit 1519 unter habsburgischer Verwaltung stand. Deshalb wählte Philipp dieses Thema, um gegen Habsburg zu opponieren. Er berief sich auf die Libertät der Reichsstände, die der Kaiser missachtete. Philipp plante langfristig und konfessionsübergreifend Ulrichs Rückführung nach Stuttgart. Dabei musste er auf den Schmalkaldischen Bund verzichten, denn der sächsische Kurfürst unterstützte sein Vorhaben nicht. Französische Hilfsgelder ermöglichten es Philipp und Ulrich 1534 trotzdem, Truppen zu werben und den habsburgischen Statthalter zu besiegen. Ulrich erhielt sein Herzogtum zurück, Philipp gewann an Prestige.
Danach kehrten sich die Rollen innerhalb des Schmalkaldischen Bundes um. Johann Friedrich von Sachsen verfolgte im Nordwesten des Reichs eine antihabsburgische Politik. Philipp dagegen suchte die Annäherung an Kaiser Karl V. Er wollte das Erreichte sichern, hatte als Landgraf auch nicht die Ressourcen eines Kurfürsten und teilte vor allem Kursachsens territorialpolitische Interessen nicht. Nach der Niederlage des Bundes im Schmalkaldischen Krieg musste sich Philipp dem Kaiser unterwerfen (Fußfall von Halle, 18. Juni 1547) und war fünf Jahre in kaiserlicher Haft, bis der von seinem Schwiegersohn Moritz von Sachsen organisierte Fürstenaufstand Karl V. 1552 zur Flucht zwang. Eine Bedingung der Sieger im Passauer Vertrag war die Freilassung Johann Friedrichs von Sachsen und Philipps von Hessen.
Philipp steht für eine Fürstenreformation, die sich in mehreren Punkten kritisch von Kursachsen absetzte. Er war ein Parteigänger Martin Luthers, aber offen für Impulse aus Zürich (Huldrych Zwingli) und Straßburg (Martin Bucer). 1529 lud er die bedeutendsten Reformatoren zum Marburger Religionsgespräch, um einen Konsens in Glaubensfragen herbeizuführen als Grundlage für politische und militärische Kooperation. Die reichsrechtlich eigentlich geforderte Todesstrafe für Täufer exekutierte Philipp in Hessen nicht, beteiligte sich jedoch an der Niederschlagung anderer Strömungen der radikalen Reformation im Bauernkrieg. Als Gründer der nach ihm benannten Philipps-Universität Marburg und der vier hessischen Hohen Hospitäler setzte Philipp bildungs- und sozialpolitische Impulse. 

## Name
Der hessische Landgraf trug den Namen seines Taufpaten Philipp II. von Waldeck. Die Namenswahl kann auch den Anspruch der Landgrafen auf das umstrittene Katzenelnboger Erbe unterstreichen, da die Linie der Grafen von Katzenelnbogen mit dem Tod Philipps des Älteren 1479 erloschen war.
„Der Großmütige“, lateinisch Magnanimus, war zu Philipps Lebzeiten und danach eine schmückende Bezeichnung, die vielen Fürsten beigelegt wurde, besonders in der neulateinischen Dichtung. Gemeint war damit nicht Edelmut, sondern Tatkraft und Kühnheit. Erst Mitte des 17. Jahrhunderts wurde „Der Großmütige“ zum festen Beinamen Philipps von Hessen.

## Leben

### Kindheit
Als Philipp am 13. November 1504 im Marburger Schloss zur Welt kam, galt er bereits als künftiger Landgraf. Der Fortbestand des Hauses Hessen-Brabant hing von ihm ab: 1493 dankte Wilhelm I. wegen Geisteskrankheit ab, 1500 starb Wilhelm III. bei einem Jagdunfall. Beide hatten keine Söhne. Übrig blieb Wilhelm II., der nun die ungeteilte Landgrafschaft regierte, ein kinderloser Witwer. Am 20. Oktober 1500 heiratete er die fünfzehnjährige Anna von Mecklenburg. Das Paar hatte drei Kinder: Elisabeth (1502–1557), Margarethe (1503–1504) und eben Philipp. Bereits vor Philipps Geburt zeigten sich bei seinem Vater die Symptome der Syphilis, die 1509 zum Tod führte.
Um die vormundschaftliche Regentschaft brach ein erbitterter Kampf zwischen der Landgräfin und den hessischen Ständen und insbesondere der hessischen Ritterschaft aus. Von 1509 bis 1514 wohnte Philipp im Haushalt des von den Ständen gewählten Landhofmeisters und Vormundschaftsregenten Ludwig I. von Boyneburg in Kassel, während seine Mutter mit der Tochter Elisabeth auf ihrem Wittum in Felsberg lebte. In der Auseinandersetzung mit den Ständen argumentierte Anna damit, dass die Gesundheit und Erziehung ihres Sohnes vernachlässigt werde. Er verbrachte seine Kindheit in einer Art Lerngruppe mit gleichaltrigen Adligen und wurde wohl standesgemäß in ritterlichen Fertigkeiten, Latein, Mathematik und biblischer sowie allgemeiner Geschichte unterrichtet. Anna erlangte 1514 selbst die Regentschaft. Auf ihren Antrag erklärte Kaiser Maximilian am 2. März 1518 Philipp mit 13½ Jahren für mündig, der formelle Lehensempfang sollte aber erst drei Jahre später erfolgen. Im April 1519 bescheinigte der junge Landgraf seiner Mutter, ihn selbst gut erzogen und das Land gut regiert zu haben. Damit endete nach einer Übergangszeit ihre Regentschaft.

### Neu auf der Bühne des Reichs

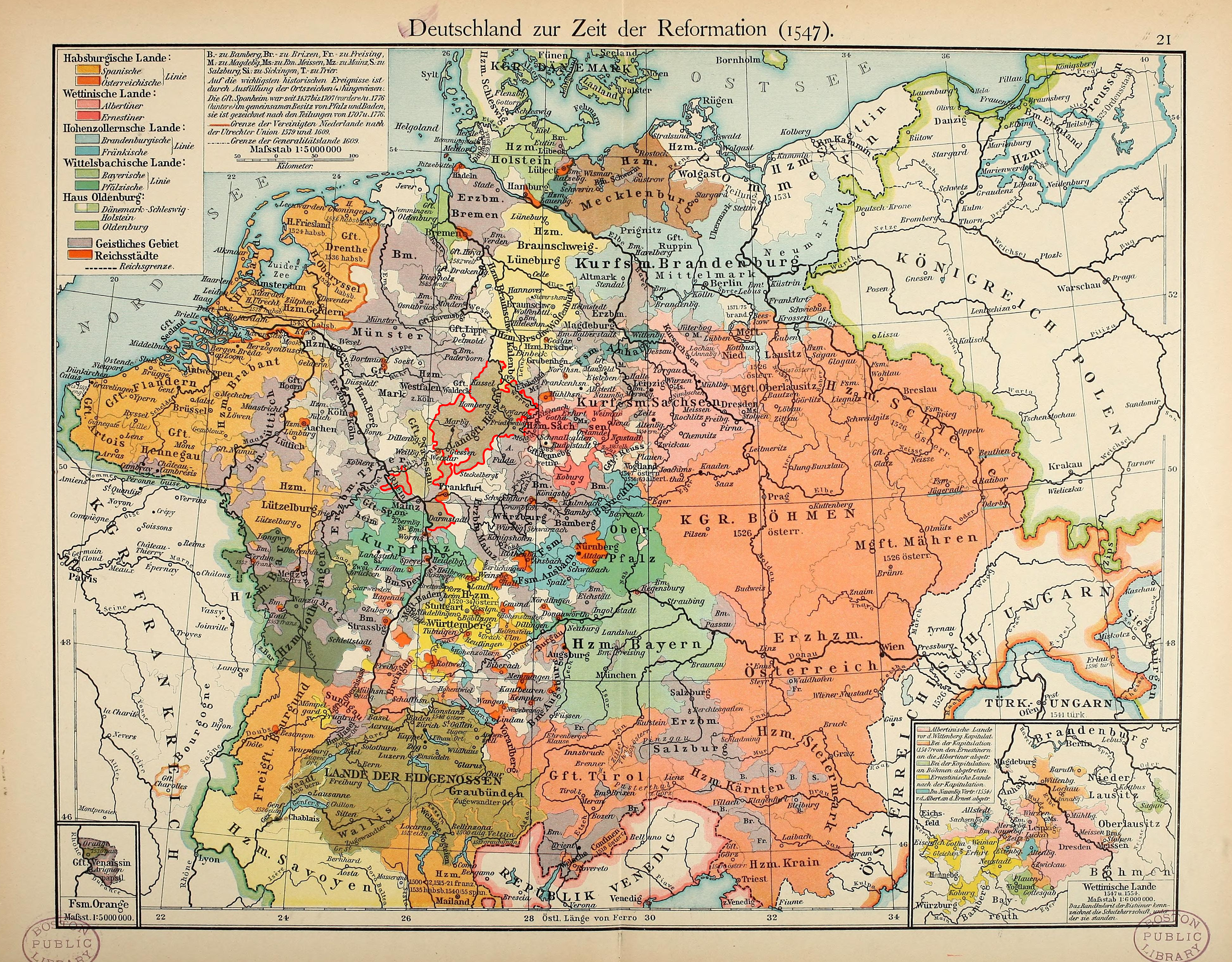
Der Norden des Heiligen Römischen Reichs (1547). Man sieht die zentrale Lage der Landgrafschaft Hessen (rot umrandet), die mit den Grafschaften Ziegenhain und Nidda ein geschlossenes Territorium im heutigen Nordhessen bildet, die Grafschaft Nassau als westlichen Nachbarn und noch weiter westlich die von beiden beanspruchte Ober- und Untergrafschaft Katzenelnbogen am Mittelrhein (hier ebenfalls rot umrandet)

Als Philipp 1518 seine Regierung antrat, vereinte er auf seine Person verschiedene Herrschaftsrechte; die wichtigsten waren: Landgraf von Hessen, Graf von Katzenelnbogen, Graf von Diez, Graf von Ziegenhain und Graf von Nidda. Sie reichten teils weit über sein Kernterritorium hinaus, während er dort durch Rechte, Besitz und Ansprüche Anderer eingeschränkt war. Besonders konfliktträchtig waren die Befugnisse des Mainzer Erzbischofs. Er übte die geistliche Jurisdiktion in fast dem ganzen Herrschaftsgebiet Philipps aus, hatte in Hessen aber nur isolierte und umstrittene Besitztümer (am wichtigsten: Fritzlar) und war dort kaum präsent. Bernd Moeller spricht daher von einer „Bischofsferne“ der hessischen Bevölkerung in vorreformatorischer Zeit.
Das hessische Kernland um Kassel und Marburg war arm: karge Böden, kaum Bergbau, keine größeren Städte. Aber durch Erbfall waren die hessischen Landgrafen 1479 in den Besitz der Grafschaft Katzenelnbogen gekommen und verfügten seitdem durch die Rheinzölle und die Rheinfähren bei Sankt Goar über eine sprudelnde Geldquelle.
Philipp übernahm die Ratgeber seines Vaters und seiner Mutter, die seiner Regierung in den ersten Jahren Stabilität gaben:
- Balthasar von Weitolshausen, genannt Schrautenbach († 1529),
- Johann Feige von Lichtenau, den Philipp zu seinem Kanzler berief († 1543),
- Hermann IV. Riedesel zu Eisenbach († 1529).

Nach Jahren einer unruhigen Regentschaft, mit einem jugendlichen Fürsten an der Spitze, schien Hessen für den Reichsritter Franz von Sickingen eine ideale Beute. Am 8. September 1518 übersandte er dem Landgrafen einen Fehdebrief und fiel gleichzeitig in Hessen ein. Mit seinen Söldnergruppen durchstreifte er Katzenelnbogen und stellte rund 40 Orte vor die Wahl, ob sie niedergebrannt werden oder sich freikaufen wollten. Auf diese Weise erpresste er fast 15.000 Gulden. Der junge Landgraf war ohnmächtig, weil Sickingen in der hessischen Ritterschaft Sympathisanten hatte – eine Folge der Konflikte zwischen Landgräfin Anna und den Ständen. Er rief die verbündeten Fürsten zur Hilfe, die sich unter Vorwänden entschuldigten. Sickingen drang bis nach Darmstadt vor. Der Markgraf von Baden vermittelte einen Friedensschluss (23. September 1518), bei dem Philipp Sickingens Forderungen akzeptieren musste, darunter eine Sofortzahlung von 35.000 Gulden. Umgehend ließ Philipp diesen ihm abgepressten Vertrag vom Kaiser für nichtig erklären. Die 35.000 Gulden waren allerdings verloren.
Durch die Grafen von Nassau wurde Philipps Herrschaft juristisch herausgefordert. Denn sie beanspruchten das Erbe des Landgrafen Wilhelm III. für sich – vor allem die reiche Grafschaft Katzenelnbogen, aber auch die Grafschaften Diez, Ziegenhain und Nidda sowie einige Ämter in Oberhessen. Für Philipp ging es darum, die Herrschaftsrechte seines Vaters zu behaupten. Gab er Katzenelnbogen aus der Hand, schränkte er seine politischen Möglichkeiten empfindlich ein. Er strebte die Mitgliedschaft im Schwäbischen Bund an, um sich abzusichern, was Nassau zu verhindern suchte. Durch den Beitritt 1519 festigte Philipp seine Position.
Auf dem Reichstag zu Worms 1521 wurde Philipp durch den fünf Jahre älteren Kaiser Karl V. formell mit der Landgrafschaft Hessen belehnt. Er empfing die Regalien am 7. April, und zugleich bestätigte der Kaiser die Erbverbrüderung zwischen Sachsen und Hessen. Philipps Räte Schrautenbach, Feige und Riedesel erzielten in Worms einige Erfolge. Am wichtigsten war der Zusammenschluss mit der Kurpfalz, indem ein bestehender Konflikt durch hessisches Nachgeben beigelegt wurde. Philipp fand in der Kurpfalz auch für die Zukunft einen starken Partner. „So wurden Sickingen und Nassau durch eine weitschauende Bündnispolitik in gleicher Weise isoliert.“ Zu diesen Verhandlungen hatte Philipp selbst nicht viel beizutragen, für ihn war es der erste Auftritt auf der Bühne des Reichs. In Worms gab er sich als großer Herr: Er zog mit dem (nach Kursachsen) zweitgrößten Gefolge ein und nahm an einem Turnier mit scharfen Lanzen teil, wobei er sich gegen einen erfahrenen Gegner gut hielt. Auch bei späteren Reichstagen wusste Philipp seinen Auftritt mit einigem Pomp zu inszenieren. Das zur Schau getragene Selbstbewusstsein kontrastierte mit seinem relativ niedrigen Rang unter den Fürsten. Hessen hatte seinen Sitz auf der Fürstenbank der Reichstage weit hinten, knapp vor den gefürsteten Grafen, und stritt sich dort mit Pommern, Mecklenburg, Württemberg und Baden um die Plätze. Weit vorn war Hessen dagegen bei der finanziellen Belastung: in der Reichsmatrikel wurde die Landgrafschaft so hoch wie die weltlichen Kurfürstentümer veranschlagt, nur Österreich und Bayern zahlten mehr. Die „Luthersache“ war das große Thema des Wormser Reichstags. Philipp besuchte Martin Luther in dessen Herberge. Ein Parteigänger Luthers wurde Philipp in Worms aber nicht; die Begegnung hat ihn auch nicht erkennbar beeinflusst.

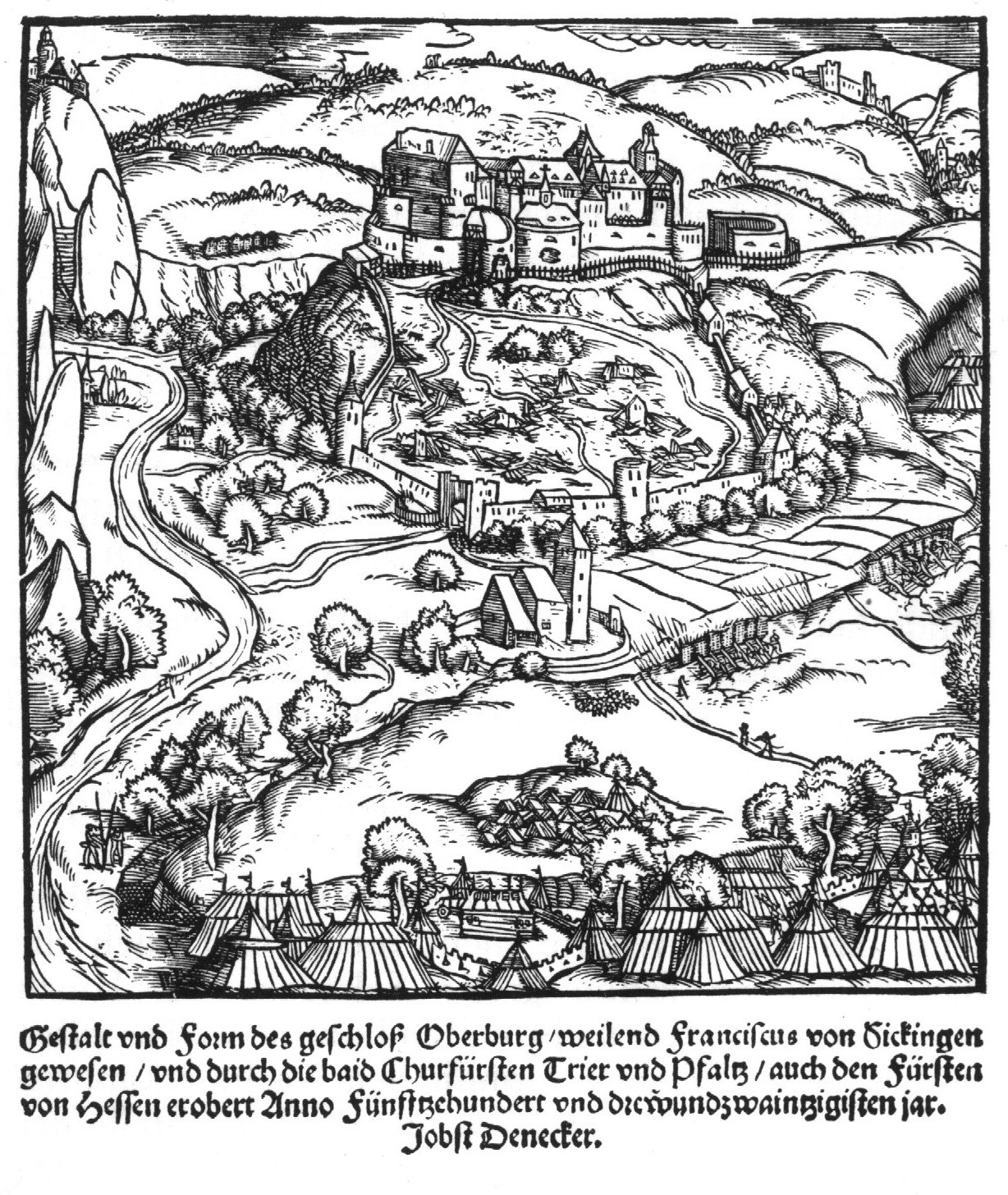
Eroberung der Ebernburg (Jost de Negcker, 1523)

Im Sommer 1522 überfiel Franz von Sickingen Kurtrier. Der Trierer Erzbischof schloss mit Hessen und der Kurpfalz ein Defensivbündnis. Damit war die „Rheinische Allianz“ begründet, die eine Konstante der hessischen Außenpolitik blieb. Philipp nahm an dem Feldzug gegen Sickingen selbst teil. Das war die Revanche für dessen Plünderzug 1518 und eine Reaktion darauf, dass die Grafen von Nassau soeben Sickingen zum Vollstrecker ihrer Ansprüche auf das Katzenelnboger Erbe bestellt hatten. Am 7. Mai 1523 kapitulierte Sickingen auf der Burg Nanstein bei Landstuhl, kurz bevor er dort seinen schweren Verletzungen erlag. Weitere Burgen des Sickingers wie die Ebernburg wurden von der Allianz ebenfalls erobert, beschädigt oder zerstört.
Am 11. Dezember 1523, kurz nach seinem 19. Geburtstag, heiratete Philipp in Dresden die ein Jahr jüngere Christine, eine Tochter des Herzogs Georg von Sachsen. Diese Eheschließung bekräftigte die enge Beziehung zwischen dem Haus Wettin und den hessischen Landgrafen; Christines Bruder Johann war bereits mit Philipps älterer Schwester Elisabeth verheiratet.

### Einführung der Reformation in Hessen
In Hessen gab es keine größeren Städte oder Universitäten. Reformatorische Bestrebungen gingen hier vom landgräflichen Hof aus. Begünstigt wurden sie durch die mangelnde Präsenz des Mainzer Erzbischofs und das Fehlen einer starken kirchlichen Institution, die sich den Plänen des Landgrafen in den Weg stellen konnte.
Das Wormser Edikt hatte Philipp in Hessen nicht exekutiert. Persönlich war Philipp bis 1524 noch altgläubig, auch wenn er Störungen der Heiligen Messe und Übergriffe gegen Kleriker meist ungeahndet ließ und Anhänger Luthers an seinem Hof duldete. In der am 18. Juli 1524 veröffentlichten Hessischen Polizeiordnung hieß es, das Evangelium solle „lauter und reyn“ verkündet werden. Das war eine vieldeutige Formulierung, die auch zu einem altgläubigen Befürworter von Kirchenreformen passte. Wann und warum Philipp sich der Reformation anschloss, bleibt unsicher. Mit der älteren Forschung vermutet Eckhart G. Franz, dass eine Begegnung mit Philipp Melanchthon, verbunden mit eigener Bibellektüre, den Landgrafen für die Reformation gewonnen habe. Richard A. Cahill verweist dagegen auf das Heidelberger Fürstenschießen Ende Mai 1524. Am Rande dieses Wettbewerbs kam Philipp mit Fürsten ins Gespräch, die Parteigänger Luthers waren.
Philipp lehnte die Einladung seines Schwiegervaters ab, dem Dessauer Bund beizutreten, mit dem altgläubige Fürsten am 15. Juli 1525 vereinbarten, Aufruhr und Häresie zu bekämpfen. Dagegen trat er am 27. Februar 1526 dem Torgauer Bund bei. Darin verpflichteten sich Kursachsen und Hessen zu gegenseitiger Unterstützung, falls sie „in der Glaubenssache“ unter Druck gesetzt würden. Damit hatte sich Philipp im Rahmen der Erbeinung mit dem Haus Wettin vom albertinischen Herzogtum zum ernestinischen Kurfürstentum Sachsen umorientiert. Das war eine Folge seines Bekenntnisses zur Reformation.
Als Luthers Landesherr Kurfürst Johann von Sachsen und Landgraf Philipp von Hessen 1526 auf dem Reichstag zu Speyer gemeinsam einritten, mit einem einheitlich gekleideten Gefolge, das die reformatorische Devise VDMIÆ (Verbum Dei manet in aeternum) am Ärmelaufschlag trug, demonstrierten sie vor der Reichstagsöffentlichkeit ihre Zusammengehörigkeit. Aber eine Partnerschaft auf Augenhöhe war das nicht. Hessen konnte gegenüber Kursachsen „nur die Rolle eines agilen Juniorpartners spielen.“ Der Speyerer Reichstagsabschied von 1526 enthielt eine Klausel, die es jedem Stand erlaubte, das Wormser Edikt so zu handhaben, „wie ein jeder solches gegen Gott, und kayserl. Majestat hoffet und vertraut zu verantworten.“ Das war für mehrere Fürsten, die persönlich der Reformation zuneigten, wie ein Startsignal, die kirchlichen Verhältnisse in ihrem Territorium umzugestalten. Philipp legitimierte mit dieser Religionsklausel die Reformmaßnahmen, die er ab 1526 in Hessen umsetzte.
Bereits im Februar 1525 hatte der Landgraf die Besitztümer der hessischen Klöster inventarisieren lassen. 84 Prozent des Klosterguts zog er in den folgenden Jahren ein. Die Auflösung der hessischen Klöster führte er „schonend, aber konsequent“ (Bernd Moeller) durch. Den austrittswilligen oder sich dem Druck zum Austritt fügenden Ordensleuten gewährte er aus dem Klostergut eine Starthilfe für die bürgerliche Existenz. In ungewöhnlich hohem Maße rekrutierte Hessen die erste Generation evangelischer Pfarrer unter den früheren Mönchen. Philipp nutzte das Klostergut zur Dotierung seiner Universität Marburg und für die hessischen Hohen Hospitäler, aber auch in erheblichem Umfang für seine Militärausgaben; etwa 40 Prozent des hessischen Klostervermögens verwendete die landgräfliche Verwaltung für weltliche Zwecke.
Bei der Einführung der Reformation in Hessen versuchte Philipp eine Alternative zum kursächsischen Modell einer „sukzessiven, pragmatisch-konservativen Transformation des bestehenden Kirchenwesens unter staatlicher Aufsicht.“ Franz Lambert von Avignon gewann den Landgrafen für den Plan, die Reformation durch eine Synode einzuführen. Im Oktober 1526 berief dieser die Landstände und die hessische Geistlichkeit nach Homberg an der Efze zu einer Veranstaltung, mit der er den Religionskonflikt auf seinem Territorium entscheiden wollte; das Vorbild waren die Zürcher Disputationen. Nur hier wurde versucht, ein in städtischen Reformationen erprobtes Vorgehen auf einen Flächenstaat anzuwenden.
Die Disputation über Lamberts Thesen und die folgenden Beratungen ermöglichten den altgläubigen Teilnehmern aufgrund der Rahmenbedingungen kaum eine Gegenwehr. Denn alle Argumente mussten der Bibel entnommen werden. Danach verfasste Lambert die Reformatio Ecclesiarum Hassiae („Reformation der Gemeinden Hessens“), eine Kirchenordnung mit kongregationalistischen und synodalen Elementen. Auffällig ist, dass Lamberts Kirchenordnung dem Landgrafen nur eine Nebenrolle zuwies und dieser sich offenbar damit begnügte. Philipp legte Luther die Reformatio zur Prüfung vor; Luther warnte, man solle nicht zu viel regeln wollen und sich mehr Zeit lassen. Danach verfolgte Philipp eine mittlere Linie: Er orientierte sich an Kursachsen, setzte aber einige Punkte aus Lamberts Kirchenordnung um, zum Beispiel das Ältestenamt. Parallel zu Kursachsen waren auch in Hessen Visitatoren in den Gemeinden unterwegs, die die Verhältnisse vor Ort überprüften, für geeignete Pfarrer und die Umsetzung von Gottesdienstreformen sorgten.

### Bauernkrieg
Philipp konnte Hessen im Deutschen Bauernkrieg „als militärische Ordnungsmacht … profilieren,“ weil er die Unruhen auf eigenem Territorium schon im Keim erstickte und dann den Nachbarterritorien bei der Niederschlagung der Bauernhaufen half. Die Reichsabteien Hersfeld und Fulda hatten Philipps Militärhilfe mit teilweisem Verlust ihrer Selbständigkeit zu bezahlen. Am 5. Mai 1525 stimmte der Abt von Fulda einem Erbschutzverhältnis zu, das aber 1526 auf dem Reichstag zu Speyer in eine hohe Entschädigung umgewandelt wurde. In der Schlacht bei Frankenhausen am 15. Mai 1525 siegte Philipp zusammen mit seinem Schwiegervater Georg von Sachsen und Herzog Heinrich II. von Braunschweig-Wolfenbüttel über die thüringischen Bauern. Er war beteiligt an dem folgenden Gemetzel, das schätzungsweise weniger als ein Sechstel der unterlegenen Bauern überlebten. Philipp zeigte gegen gefangene Bauern manchmal Gesten fürstlicher Milde. Er bejahte aber die Folterung und Hinrichtung von Anführern, und seine Truppen plünderten den bäuerlichen Besitz. Die landgräfliche Regierung war nach dem Bauernkrieg bemüht, durch Anhörungen der hessischen Landbevölkerung Missstände zu ermitteln, die zum Aufstand geführt hatten, und diese abzustellen.

### Konflikte mit den Habsburgern
Dass sich der hessische Landgraf zu einem profilierten Gegner Habsburgs im Reich entwickelte, war eine Folge des Rechtsstreits mit Nassau um Katzenelnbogen und hatte ursprünglich mit Philipps Sympathien für die Reformation nichts zu tun. Kaiserliche Kommissare entschieden diesen Streit am 5. Mai 1523 in Tübingen zugunsten der Nassauer Grafen. Schlimmer noch: Kaiser Karl V. setzte sich in den folgenden Jahren persönlich für die Umsetzung dieses Urteils ein. Heinrich von Nassau hatte als Großkämmerer und Mitglied des Staatsrats beste Beziehungen zum Herrscher. Außerdem war der Rhein als Verkehrsroute in die Spanischen Niederlande für Habsburg strategisch wichtig. Katzenelnbogen mit seinen Rheinzöllen und Rheinfähren musste daher von einem verlässlichen Partner regiert werden. Philipp mochte sich wegen seiner Mitgliedschaft im Schwäbischen Bund als kaisertreu sehen, aber Nassau war noch kaisertreuer. Karl V. unterstützte die Wetterauer Grafen in deren Rechtsstreit mit dem hessischen Nachbarn, um Philipp in seinem „Hinterhof“ zu beschäftigen und politisch zu isolieren. Da Karl V. letztlich andere Prioritäten hatte, als Nassaus Anspruch auf Katzenelnbogen militärisch durchzusetzen, blieben seine Provokationen für Hessen folgenlos, hatten aber den Landgrafen in hohem Maße alarmiert.

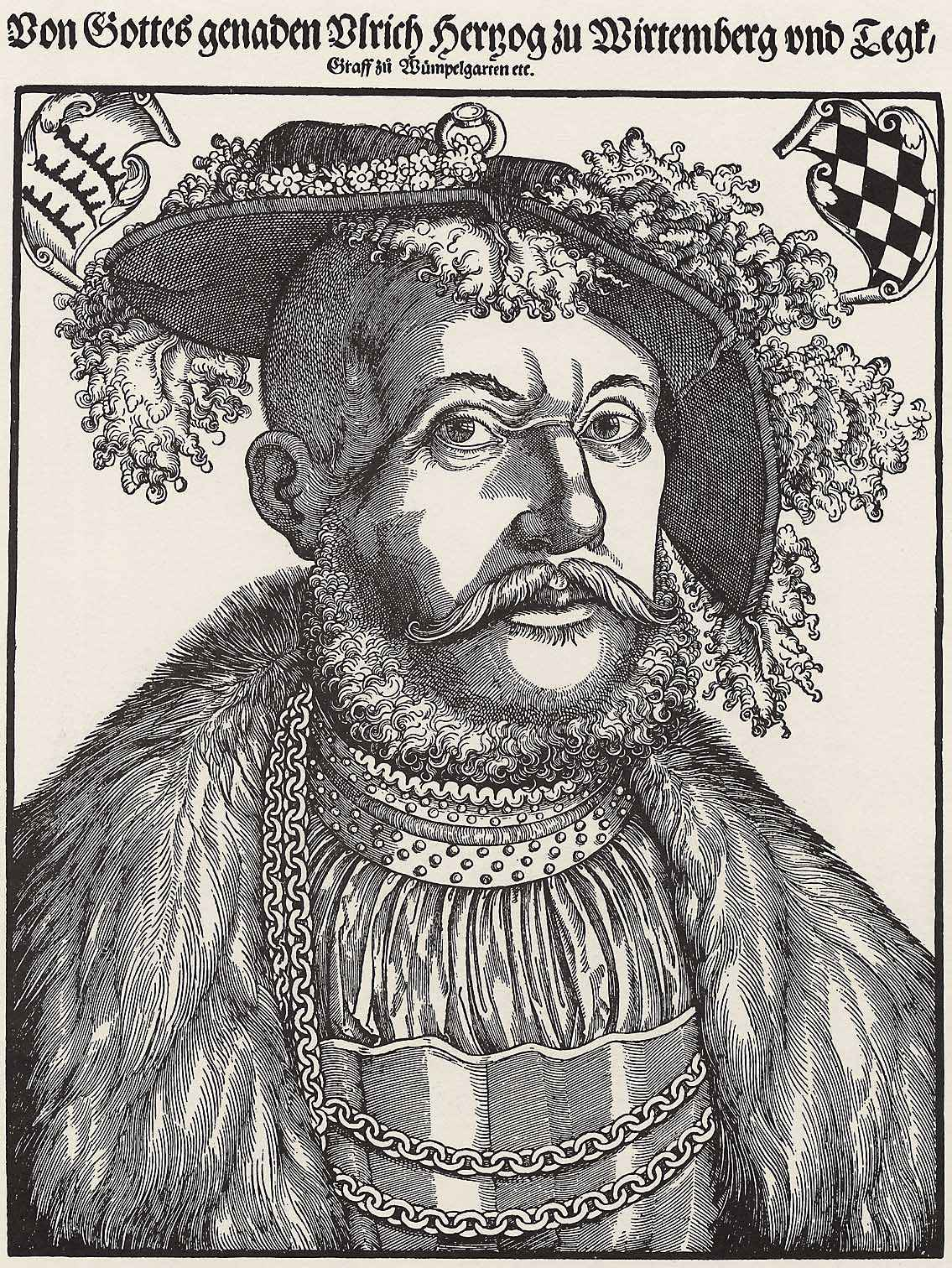
Ulrich von Württemberg (Hans Brosamer um 1545, Kupferstichkabinett Dresden)

Philipp nahm 1526 den vertriebenen Herzog Ulrich von Württemberg in Hessen auf. Obwohl nur weitläufig verwandt, bezeichnete er ihn als seinen Vetter. Zwischen Philipp, Ulrich und dessen Schwager, Herzog Heinrich II. von Braunschweig-Wolfenbüttel, entstand eine Art Kameraderie; Philipp war der deutlich Jüngste der drei. Philipp prangerte gegenüber seinen Standesgenossen die Vertreibung Ulrichs und die Unterstellung seines Herzogtums unter habsburgische Verwaltung (1519) bei jeder Gelegenheit als unerträglichen Übergriff des Kaisers an. Die ständische Libertät müsse verteidigt werden. Er fand damit bei den Reichsfürsten konfessionsübergreifend viel Zustimmung. Speziell Heinrich von Braunschweig-Wolfenbüttel setzte sich aus verletzter Familien- und Standesehre für Ulrichs Rückführung ein. Bei den evangelischen Reichsstädten hatte Ulrich keinen guten Ruf. Hier warb Philipp mit dem Argument, dass Ulrich Württemberg der Reformation zuführen werde; ein evangelischer Flächenstaat im Südwesten würde die strategisch exponierte Lage der Städte wesentlich verbessern.
Im Jahr 1528 kam es zu einer politischen Krise, die durch Philipps Verhalten eskalierte. Er zeigte einen für Freund und Feind beunruhigenden, risikofreudigen Politikstil:
Philipp nutzte die Händel zu einer Erpressung der fränkischen Bischöfe. Der Schwäbische Bund hatte ihnen Hilfe zugesagt, war dann aber nicht dazu imstande und versagte als Bewahrer des Landfriedens; „Philipp sprengte den Bund von innen heraus.“ Außerdem zwang er den Erzbischof Albrecht von Mainz, auf die geistliche Jurisdiktion in Kursachsen und der Landgrafschaft Hessen zu verzichten (Vertrag von Hitzkirchen, 11. Juni 1528). Die Landgrafen waren schon seit dem 15. Jahrhundert bestrebt gewesen, die geistliche Jurisdiktion des Erzbischofs zurückzudrängen; Philipp erzielte mit diesem Vertrag einen Durchbruch. Die Entwicklung ging nun in Richtung des landesherrlichen Kirchenregiments.
Beim zweiten Speyerer Reichstag 1529 forderte Ferdinand von Österreich die Umsetzung des Wormser Edikts ein. Durch das aggressive Vorgehen Ferdinands sah sich Philipp in seinem Verhalten in den Packschen Händeln nachträglich bestätigt – aus altgläubiger Sicht war es aber Philipps Agieren in den Händeln, das eine harte Linie erforderlich machte. Nach der Protestation zu Speyer überlegten der sächsische Kurfürst, der hessische Landgraf und die Städteboten aus Nürnberg, Ulm und Straßburg ein protestantisches Defensivbündnis zu gründen (Speyrer Konvention, 22. April 1529). Philipp hatte nun erstmals den Brückenschlag nach Süden, den er für seine Württemberg-Pläne brauchte.
Wahrscheinlich war es Ulrich von Württemberg, der für Philipp einen Kontakt zum Zürcher Reformator Huldrych Zwingli herstellte. Ulrich hatte sich nämlich der Reformation Schweizer Prägung zugewandt, weil er damit seine Chancen auf Rückgewinnung des Herzogtums verbessern konnte. Im September/Oktober 1529 lud Philipp sämtliche führenden Reformatoren nach Marburg ein, um den Abendmahlsstreit zwischen Zwingli und Luther beizulegen. Damit wollte er eine Grundlage für die künftige politisch-militärische Kooperation herstellen.
Die theologischen Diskussionen waren nicht auf Latein, sondern auf Deutsch, damit der Landgraf ihnen folgen konnte. Auch wenn er nicht in die Gespräche eingriff, machte er durch seine Anwesenheit klar, dass er Ergebnisse sehen wollte. Diese blieben hinter den Erwartungen zurück: Die Argumente waren bereits bekannt, eine Einigung in der Abendmahlsfrage wurde nicht erreicht. Immerhin bewirkte die persönliche Begegnung der reformatorischen Prominenz in Marburg, dass die durch literarische Kontroversen aufgebaute Feindseligkeit etwas nachließ.
Im ersten Jahrzehnt seiner Regierung hatte der Landgraf seinen politischen Handlungsraum immer mehr vergrößert:
- durch neue Themen: Territorialpolitik, Unterstützung der Reformation, Verteidigung der fürstlichen Libertät gegen den Machtanspruch des Kaisers;
- durch Präsenz in immer weiteren geografischen Räumen: in den Nachbarregionen Hessens, in der Reichspolitik, im Bündnis mit Partnern außerhalb des Reichs. Letzteres probierte Philipp bei den Packschen Händeln erstmals aus. Es stand ihm frei, denn Außenpolitik war im 16. Jahrhundert kein Monopol des Kaisers.[60]

### Philipp als Hauptmann des Schmalkaldischen Bundes
In Folge des Augsburger Reichstags und der dort verabredeten, 1531 vollzogenen Wahl Ferdinands zum Römischen König bildete sich Anfang der 1530er Jahre ein antihabsburgisches „Bündnisgeflecht“, in dem sich Philipp von Hessen geschickt bewegte. Philipp war 1531 ein Mitgründer des Schmalkaldischen Bundes und einer seiner beiden Hauptleute. Als Kurfürst (seit 1532) war der andere Bundeshauptmann, Philipps ein Jahr älterer Cousin Johann Friedrich von Sachsen, zu einem staatstragenden Verhalten verpflichtet. Die aggressiv antihabsburgische Politik Hessens unterstützte er deshalb nicht. Da weitere Mitglieder des Schmalkaldischen Bundes ebenfalls an einem Ausgleich mit dem Kaiser interessiert waren, hatte Philipp nicht die Möglichkeit, den militärischen Arm des Protestantismus für die Rückführung Ulrichs nach Württemberg zu nutzen.
Außer dem Defensivbündnis der protestantischen Stände wurde aber auch der Saalfelder Bund gegründet, in dem sich die Gegner der Königswahl Ferdinands zusammenfanden, und die Rheinische Einung, in der sich Philipp mit den rheinischen Kurfürsten und Bischöfen gegen den Schwäbischen Bund zusammenschloss. Bayern, wie Hessen Mitglied des Saalfelder Bundes, war traditionell sowohl ein Gegner Habsburgs als auch Württembergs, sah sich jetzt aber in Gefahr, von Habsburg eingekreist zu werden. Deshalb stellten die bayerischen Herzöge ihre Bedenken gegen Ulrich von Württemberg zurück. Zwischen München und Kassel setzte ein reger, bald wegen des hochverräterischen Pläneschmiedens chiffrierter Briefwechsel ein. „Als es Philipp von Hessen gelang, die beiden Problemfelder Konfession und Württemberg miteinander zu verknüpfen und die bayerische Opposition gegen die Habsburger zu aktivieren, war es um den [Schwäbischen] Bund geschehen,“ fasst Horst Carl zusammen.

#### Württembergzug 1534

Reiterharnisch Philipps von Hessen, datiert 1534 (Kunsthistorisches Museum Wien, Hofjagd- und Rüstkammer)

Anfang 1534 teilte Philipp dem französischen König stolz mit, dass es ihm gelungen sei, den Schwäbischen Bund, dieses Instrument habsburgischer Interessenpolitik im Südwesten des Reichs, zu zerstören. Im Januar 1534 reiste er mit einer Vollmacht Ulrichs von Württemberg nach Bar-le-Duc und schloss mit König Franz I. einen Vertrag, der die Finanzierung des Württembergzuges sicherstellte. Dafür musste Ulrich das württembergische Mömpelgard an Frankreich verpfänden. Franz I. konnte mit dieser Transaktion den Schein der Neutralität wahren. Die evangelischen Reichsstädte im Südwesten beteiligten sich mit kleineren Beträgen, der sächsische Kurfürst blieb dem Unternehmen fern. Er war verärgert und besorgt über das offensive Vorgehen des Hessen. Aber nun gewann er keinen Einfluss auf Philipps Planungen. Der Landgraf war euphorisch und wollte den Krieg nun endlich führen. Gabriele Haug-Moritz merkt an, dass Johann Friedrich von Sachsen im Fall der Restituierung Ulrichs einen Machtzuwachs Hessens im Schmalkaldischen Bund befürchtete. Dies dem konkurrierenden Landgrafen zu verwehren, sei ihm wichtiger gewesen, als die Ausbreitung des Protestantismus im Südwesten zu fördern.
Ausgestattet mit 100.000 Gulden, begann Philipp mit der Truppenwerbung. Karl V. war in Spanien, sein Bruder Ferdinand in Ungarn gebunden. Ihr Statthalter Philipp von Pfalz-Neuburg hatte eine viel schwächere Armee zur Verteidigung Württembergs als die Angreifer, die über 4.300 Reiter, 17.000 Fußknechte und 61 Geschütze verfügten. Obwohl Ferdinand die heraufziehende Gefahr sah, war er nicht imstande, seinem Statthalter aus Tirol Verstärkung zu schicken und riet ihm, die Kurpfalz um Hilfe zu bitten. Philipp von Hessen und Ulrich von Württemberg brachen am 23. April 1534 von Kassel auf und zogen über Pfungstadt und Neckarsulm gen Süden. In der Schlacht bei Lauffen am 13. Mai 1534 zwangen sie den Statthalter zur Flucht, danach stand ihnen Württemberg offen. Die Bevölkerung der Städte huldigte ihrem Herzog. Auch wenn sich die Burgen Hohenurach, Asperg und Hohenneuffen noch etwas länger hielten, war der Krieg entschieden.
Philipp und Ulrich mussten nun schnell zu einer vertraglichen Regelung kommen, denn für sie stiegen die Kosten. Habsburg konnte dagegen auf Zeit spielen. Um Druck auf Österreich auszuüben, verlegten Philipp und Ulrich ihr Heer nach Daugendorf bei Riedlingen. Da König Ferdinand sich weigerte, mit den beiden Landfriedensbrechern zu verhandeln, wurden sie durch Kurfürst Johann Friedrich von Sachsen vertreten. Der von ihm ausgehandelte Vertrag von Kaaden regelte am 29. Juni, dass Ulrich sein Herzogtum als Unterlehen des Hauses Habsburg erhielt und Ferdinand als Römischer König anerkannt wurde. Der sächsische Kurfürst war nur sehr ungern in die Verhandlungen eingetreten; aus rechtlichen Gründen war er eigentlich gegen die Anerkennung der Königswürde Ferdinands und die Unterlehenschaft Württembergs. Philipp hingegen war bewusst, dass er zweimal Glück gehabt hatte: mit dem Sieg bei Lauffen und mit der anschließenden resignativen Haltung im gegnerischen Lager. Um das Erreichte zu sichern, war er 1534 bereit, die Unterlehenschaft Württembergs zu akzeptieren. Ulrich war damit allerdings unzufrieden. Und auch Franz I. hatte mehr erwartet – eine dauerhafte antihabsburgische Allianz. Aber Philipp wollte, bzw. konnte aufgrund seiner beschränkten Ressourcen den Konflikt mit Kaiser und König nicht weiter eskalieren. Für die Zeitgenossen war der Sieg von Lauffen der Triumph des Protestantismus, verkörpert in der Person des Landgrafen. Dass Kaiser und König Württemberg preisgaben und auch keinen Gegenschlag vorbereiteten, war für die altgläubige Seite verstörend. Auch Philipp musste Zugeständnisse machen, aber das wurde weniger wahrgenommen.
Philipp reiste im März 1535 persönlich nach Wien, um sich mit König Ferdinand zu versöhnen. Sein Schwiegervater Georg von Sachsen hatte ihm dazu geraten und auch seine Vermittlung angeboten. Eine echte Aussöhnung mit Kaiser und König gelang freilich nicht. Philipp musste weiter mit dem Zorn der Habsburger rechnen und verlegte sich als schwächerer politischer Akteur aufs Lavieren. Er betonte, dass der Württembergzug ein reiner Freundesdienst für Ulrich gewesen sei, und verschleierte sein Eigeninteresse. Der Erfolg in Württemberg hatte für ihn territorialpolitische Bedeutung. „Damit wurde doch das Vorland Katzenelnbogens für die landgräflichen Ansprüche gesichert und Württemberg als möglicher Ausgangspunkt einer antihessischen Politik ausgeschaltet.“

#### Konflikt um Münster 1532/35
Schon seit der Soester Fehde hatte Hessen im Nordwesten des Reichs eigene Interessen verfolgt. Philipp betrieb die Politik seiner Vorgänger weiter und konnte durch sein Eingreifen in der Hildesheimer Stiftsfehde 1519–1523 Hessens Position an der mittleren Weser stärken. Im Münsterland wurde der Landgraf bei verschiedenen Konflikten als Vermittler angefragt. Im März 1532 wurde Bischof Erich von Paderborn und Osnabrück, den Philipp zu seinen Freunden zählte, zum Bischof von Münster gewählt. Philipp von Hessen wollte die Gelegenheit nutzen und die reformatorische Bewegung in Münster stärken. Er entsandte hessische Geistliche und Räte dorthin. Aber Erich starb am 14. Mai, ohne sein Amt formell angetreten zu haben. Der neue Bischof Franz von Waldeck positionierte sich im Gegensatz zu Erich eindeutig altgläubig. Der Rat der Stadt Münster wandte sich hilfesuchend an den Landgrafen, doch dieser schloss am 29. Oktober 1532 mit Franz von Waldeck ein Schutz- und Trutzbündnis auf Lebenszeit. Religionskonflikte waren davon ausgenommen. Aus Philipps Sicht stärkte dieser Vertrag seine diplomatische Absicherung im Blick auf den geplanten Württembergzug. Als der Konflikt zwischen Bischof und Stadtrat eskalierte, war Philipp (auch in seiner Rolle als Hauptmann des Schmalkaldischen Bundes) als Vermittler in einer starken Position. Er schlug vor, den evangelischen Gottesdienst in Münster zuzulassen, wenn der Rat den Bischof als Stadtherrn anerkannte. Der Vertrag vom 14. Februar 1533 war ein diplomatischer Erfolg Philipps, zumal es ihm gelungen war, konkurrierende Mächte (Jülich-Kleve-Berg und Kurköln) aus diesem Konflikt fernzuhalten. Als sich die reformatorische Bewegung in Münster weiter radikalisierte und auch die Kindertaufe ablehnte, war Philipp zeitweise stark durch seine Württemberg-Planungen gebunden. Infolgedessen gelang es Kurköln und Jülich-Kleve-Berg, im Münsteraner Konflikt auf Kosten Hessens Einfluss zu gewinnen. Im Januar 1534 forderte Franz von Waldeck den Landgrafen zur Unterstützung auf, eingedenk ihres Bündnisses. Aus der Sicht Philipps handelte es sich bei dem Täuferreich von Münster um einen Aufstand gegen die bestehende gesellschaftliche Ordnung, vergleichbar dem Bauernkrieg. Er war zu dessen militärischer Niederschlagung bereit, aber die geheimen Planungen für den anstehenden Württembergzug hatten Vorrang. Franz von Waldeck informierte er im persönlichen Gespräch über seine antihabsburgischen Pläne, und man versicherte sich der gegenseitigen Hilfe. Nach außen konnte Philipp seine Truppenrekrutierung gut als Unterstützung des Münsteraner Bischofs tarnen. Der Vertrag von Kaaden (29. Juni 1534) verpflichtete Philipp von Hessen und Ulrich von Württemberg explizit, sich mit 500 Reitern und 3000 Fußknechten mit Geschützen an der Belagerung von Münster zu beteiligen und diese drei Monate lang zu entlohnen. Die Hauptlast der Belagerung Münsters hatten bisher aber Kurköln und Jülich-Kleve-Berg getragen; sie waren nicht bereit, ihre beherrschende politische Position mit Hessen zu teilen. Daher kam die hessisch-württembergische Militärhilfe für die Belagerer nicht zustande. Als Philipp Ende Juni 1535 erfuhr, dass Münster gefallen war, versuchte er noch, mit Rückgriff auf den Vertrag von 1533, einige Münsteraner Kirchen für den evangelischen Gottesdienst zu halten. Franz von Waldeck war nicht abgeneigt, aber bei Kurköln und Jülich-Kleve-Berg hoch verschuldet. So musste der Landgraf, bei weiterhin guten Beziehungen zu Franz von Waldeck, die Rekatholisierung Münsters hinnehmen.

#### Annäherung an den Kaiser 1538/41

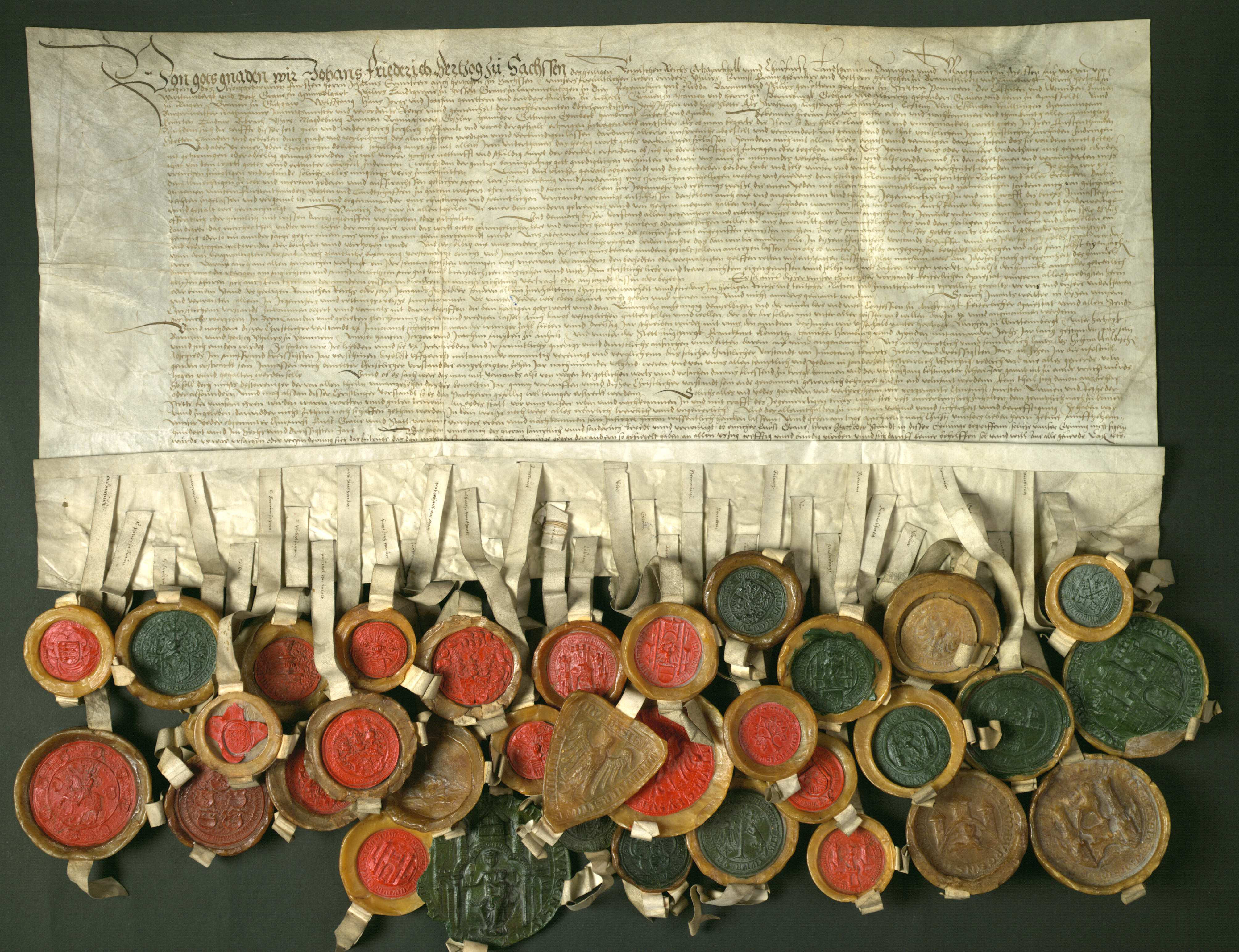
Die Mitglieder des Schmalkaldischen Bundes verlängern ihr Defensivbündnis um weitere zehn Jahre, 29. September 1536 (Hauptstaatsarchiv Weimar, Urkunde Nr. 1722)

Im Schmalkaldischen Bund entschied der sächsische Kurfürst über die politische Agenda. Die „Verfassung zur Gegenwehr“, die sich der Bund 1535 gab, postulierte die Gleichheit der beiden Bundeshauptleute; das bedeutete, dass Kurfürst Johann Friedrich von Sachsen sich von nun an vor den Bundestagen mit seinem hessischen Cousin abstimmte. Johann Friedrich wurde auch ohne den Schmalkaldischen Bund als politischer Führer des Protestantismus angesehen; Philipp brachte die Rolle als Bundeshauptmann dagegen den Vorteil, dass er sich Dritten gegenüber ebenso darstellen konnte. Das Bündnis zerfiel in eine norddeutsche Einflusssphäre Kursachsens und eine süddeutsche Einflusssphäre Hessens, wobei der Landgraf die süddeutschen Reichsstädte nicht so stark an sich binden konnte wie der Kurfürst die norddeutschen Bundesmitglieder.
Kurfürst Johann Friedrich verfolgte Ende der 1530er Jahre eine ähnlich aktive antihabsburgische Bündnispolitik mit europäischen Partnern wie Landgraf Philipp vor dem Württembergzug 1534. Der Landgraf bremste aus eigenen geostrategischen Interessen, als Johann Friedrich die Reformation in Territorien westlich von Hessen, nämlich dem verschwägerten Jülich-Kleve-Berg und Kurköln, unterstützte. Das machte ihn aus Habsburger Sicht zu einem interessanten Gesprächspartner und wertete ihn auf. So wurde Landgraf Philipp Ende der 1530er Jahre zum kaiserlichen Ansprechpartner im Schmalkaldischen Bund, der dafür einstand, dass Kursachsen den Bund nicht im Kampf um Geldern nutzen konnte, der für den Kaiser bis 1543 oberste Priorität hatte. Im Sommer 1538 führte Philipp Gespräche mit dem kaiserlichen Gesandten Johann von Naves, die das Regensburger Geheimabkommen von 1541 vorbereiteten. Philipp und Naves verständigten sich über die jeweiligen Einflusszonen im Nordwesten. Jülich-Kleve-Berg, von Kursachsen unterstützt, expandierte in den westfälischen Raum, der von Habsburg und Hessen als ihre Interessensphäre betrachtet wurde. Ein Machtgewinn von Jülich-Kleve-Berg würde auf Kosten Hessens gehen, darum war Philipp dagegen. Da war uninteressant, dass Herzog Wilhelm V. sich zur Reformation bekannte. Habsburg und Hessen kamen so im Sommer 1538 zu einem beiderseits vorteilhaften Arrangement, wobei sie den Religionskonflikt ausklammerten. Philipp erklärte sich in Bezug auf Geldern für neutral. Der Kaiser verzichtete darauf, den Rechtsanspruch Nassaus auf Katzenelnbogen zu exekutieren – und er gab Hessen und Kursachsen im Blick auf Heinrich von Braunschweig-Wolfenbüttel freie Hand. „Der Kaiser lieferte damit … den letzten weltlichen Fürsten alten Glaubens in Niederdeutschland ohne erkennbare Skrupel den schmalkaldischen Bundeshauptleuten aus,“ fasst Georg Schmidt zusammen.
Philipp hatte durch seine Doppelehe mit Margarethe von der Saale 1540 seinen politischen Handlungsraum eingeschränkt. In den Verhandlungen, die 1541 zum Regensburger Geheimvertrag führten, betonte der kaiserliche Verhandlungsführer Nicolas Perrenot de Granvelle die Strafwürdigkeit der Bigamie, ohne dies für einen Erpressungsversuch zu nutzen. Die landgräfliche Doppelehe blieb in Regensburg ein Nebenthema. Sie wurde „durch ein kaiserliches Generalpardon reguliert“ und im Vertragstext nicht erwähnt. Karl V. versicherte, er habe „ihme alles und jedes, was sey, so er wider uns, unseren Bruder oder wider kaiserlich Gesetz und Recht und des Reichs Ordnung gehandelt […], genzlich nachgelassen und verzigen“. Eine wichtige Ausnahme machte Karl jedoch: „es wäre denn, daß von wegen der Religion wider alle Protestantes in gemein Krieg bewegt wurde“.

#### Krieg gegen Braunschweig-Wolfenbüttel 1542/45

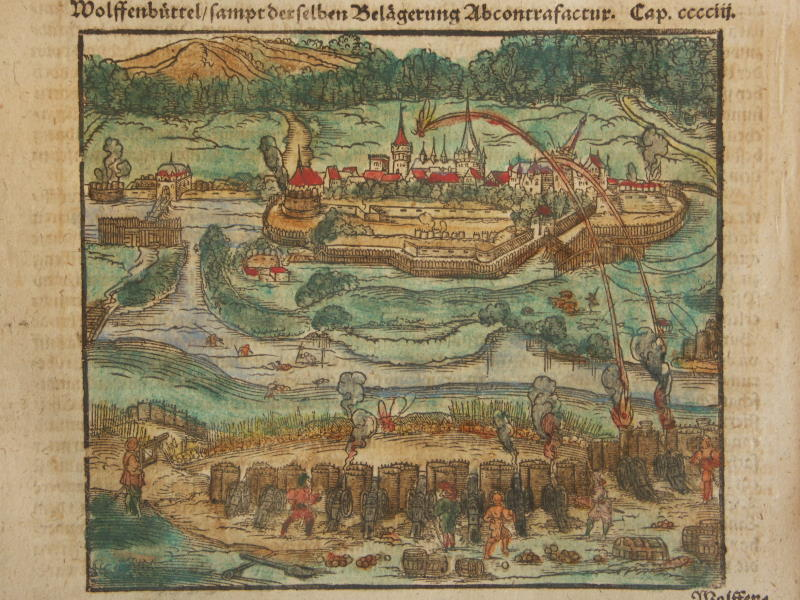
Beschießung Wolfenbüttels durch den Schmalkaldischen Bund 1542 in der Cosmographia Sebastian Münsters (1600). Die Darstellung geht auf einen Riesenholzschnitt Lucas Cranachs des Älteren zurück

Der Krieg des Schmalkaldischen Bundes gegen Heinrich von Braunschweig-Wolfenbüttel war durch dessen territorialpolitischen Druck auf Goslar und Braunschweig veranlasst. Beide Städte waren Mitglieder des Bundes. Im Hintergrund stand das Ringen um die Vorherrschaft in Norddeutschland, wobei der letzte altgläubige Welfenherzog mit dem sächsischen Kurfürsten und dem hessischen Landgrafen konkurrierte, diese beiden aber auch miteinander. Der Welfe Ernst von Braunschweig-Lüneburg, ein Lutheraner, trat als Beschützer der Stadt Braunschweig auf und war zugleich ein Klient sowohl von Kursachsen als auch von Hessen. „In der Goslar- und Braunschweig-Frage ging es also um Hegemonialzonen, um die Interessen von Klienten und auch darum, die eigene – und des Bundes – Schlagkraft und Handlungsfähigkeit unter Beweis zu stellen.“ Johann Friedrich von Sachsen bereitete seit dem Sommer 1540 den Angriff auf Heinrich von Braunschweig-Wolfenbüttel vor und gewann im Schmalkaldischen Bund die notwendige Unterstützung, obwohl Philipp von Hessen sich erkennbar zurückhielt.
Am 13. Juli 1542 erging von Eisenach aus die Kriegserklärung des Schmalkaldischen Bundes, dessen Hauptstreitmacht (4.000 Reiter, 15.000 Fußknechte) das Herzogtum Braunschweig in knapp zwei Wochen einnahm. Die vom Herzog verlassene Residenz Wolfenbüttel leistete noch Widerstand, wurde aber zur Kapitulation gezwungen. Die Schmalkaldener feierten diesen Erfolg. Lucas Cranach der Ältere war als eine Art Bildberichterstatter bei der Belagerung Wolfenbüttels zugegen. Seine detailreiche Darstellung der Beschießung der Stadt wurde mehrfach kopiert.

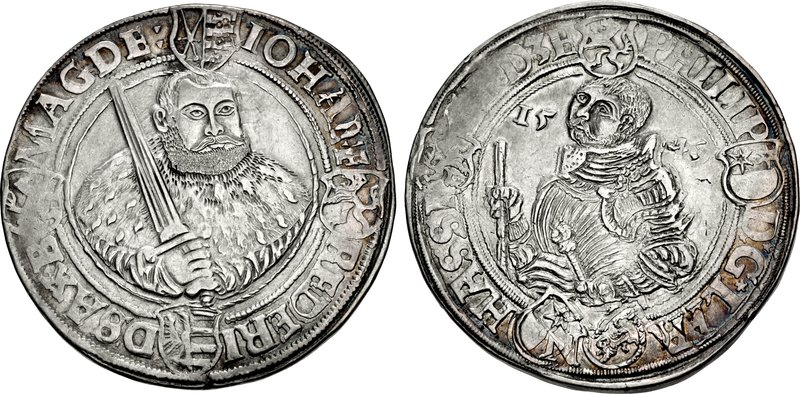
Schmalkaldischer Bundestaler; Vorderseite: Kurfürst Johann Friedrich mit Reichsschwert, Rückseite: Landgraf Philipp in Rüstung (Münzstätte Goslar, 1546)

Während der Schmalkaldische Bund das Braunschweiger Land kontrollierte und dort die Einführung der Reformation vorantrieb, versuchte Heinrich, sein Herzogtum zurückzugewinnen. Auf dem Nürnberger Reichstag 1543 erklärten Kurfürst und Landgraf, die Eroberung des Herzogtums sei eine „rechtmäßige Defension“ gewesen; die Richter des Reichskammergerichts lehnten sie aus formellen Gründen sowie wegen Befangenheit ab. Mit herzoglichen Akten, die ihnen bei ihrem Sieg in die Hände gefallen waren (Braunschweigische Aktenbeute), ließe sich belegen, dass Heinrich gegen sie den Krieg vorbereitet habe. Auf den folgenden Reichstagen (Speyer 1544 und Worms 1545) vereinbarte der Kaiser mit den Schmalkaldenern, das Herzogtum Heinrichs unter kaiserliche Verwaltung (Sequestration) zu stellen. Die kaiserlichen Kommissare traten ihr Amt jedoch nie an; das Herzogtum blieb unter Verwaltung des Bundes. Unter diesen Umständen griff Heinrich zur Selbsthilfe und belagerte mit 9000 Mann ab Ende September 1545 die Residenzstadt Wolfenbüttel. Mitte Oktober erfuhr er, dass weit überlegene schmalkaldische Entsatztruppen auf dem Weg waren. Heinrich brach die Belagerung ab, konnte aber nicht mehr fliehen und musste sich Philipp von Hessen ergeben. Der Landgraf berichtete dem Kaiser in der Hoffnung, dass dieser Heinrich wegen des Angriffs auf Wolfenbüttel mit der Reichsacht belegen würde. Karl V. beschränkte sich aber darauf, Philipp aufzufordern, „sich dieses Sieges mäßiglich und mit Bescheidenheit zu gebrauchen.“

#### Schmalkaldischer Krieg 1546/47

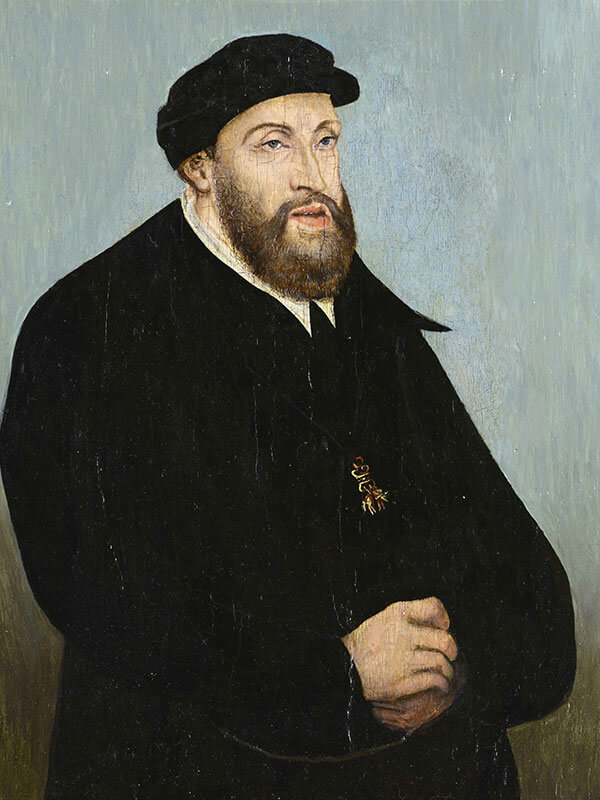
Kaiser Karl V. (Lucas Cranach der Ältere 1550, Wartburg-Stiftung)

Während er sich diplomatisch durch Hilfs- und Neutralitätsabkommen umfassend absicherte, zögerte Karl V. lange, Krieg gegen den Schmalkaldischen Bund zu führen. Am 16. Februar 1546 schrieb er seinem Sohn Philipp, er sei jetzt zum Krieg entschlossen, wolle aber die Reichsfürsten noch darüber im Unklaren lassen.
Am 5. Juni 1546 begann der Regensburger Reichstag. Dort fanden Scheinverhandlungen statt, während sowohl der Kaiser als auch die Schmalkaldener für den Krieg rüsteten. In Ichtershausen bei Gotha trafen sich die beiden Hauptleute des Bundes am 4. Juli 1546. Philipp wollte aufgrund seiner militärischen Erfahrung das Oberkommando über die Truppen des Bundes, erhielt es aber nicht. Vielmehr wurde ein etwa zehnköpfiger Kriegsrat eingesetzt, der jede militärische Entscheidung genehmigen musste. Philipp drängte auf einen schnellen Angriff, um die zahlenmäßige Überlegenheit gegenüber den kaiserlichen Truppen auszunutzen, so lange sie noch bestand.
Am 20. Juli 1546 verhängte Karl V. die Reichsacht gegen die beiden Hauptleute des Schmalkaldischen Bundes wegen des Überfalls auf Braunschweig-Wolfenbüttel und der Inhaftierung des Herzogs Heinrich auf der hessischen Festung Ziegenhain. Auf diese Weise ließ sich negieren, dass der Krieg gegen den Schmalkaldischen Bund dem politischen Arm des Protestantismus im Reich galt; offiziell ging es gegen zwei Reichsfriedensbrecher. Etwa zur gleichen Zeit vereinigten sich die hessischen und kursächsischen Truppen in Meiningen und rückten nach Donauwörth vor, um sich mit den württembergischen und reichsstädtischen Truppen zu vereinen. Am 10. August überbrachte ein Bote in Regensburg die Kriegserklärung des Schmalkaldischen Bundes „an den vermeineten oder der sich nennet Kayser.“ Der Kurfürst wollte Karl V. den Kaisertitel rundweg absprechen, der Landgraf die Form wahren, so kam es zu dieser Formulierung. Die schmalkaldische Propaganda behauptete, der Kaiser wolle „ain Hispanische Servitut“ etablieren und bringe „die Teutsche Nation/ sein Vaterland/ in unfriden/ zerstörung/ und verderben“; die Bundesverwandten kämpften demnach auch für die „Freyheit Teutscher Nation.“
Der Kriegsrat suchte im Donaufeldzug aber nicht die militärische Entscheidung; die Verantwortlichen scheuten einen Angriff auf den Kaiser und hofften auf Verhandlungen. Vom 29. August bis zum 2. September 1546 kam es nahe Ingolstadt zur einzigen direkten militärischen Auseinandersetzung Philipps von Hessen mit Karl V. Das kaiserliche Heer hatte sich dort mit der Stadtbefestigung im Rücken und der Donau zur Linken verschanzt und wurde durch die hessische Artillerie heftig beschossen, um es zur offenen Schlacht zu zwingen. Mehrmals rissen die Kanonen eine Bresche in die Erdwälle des kaiserlichen Lagers. Aber der Kommandant der reichsstädtischen Infanterie Sebastian Schertlin von Burtenbach, der Landgraf und der Kriegsrat waren uneinig, und deshalb wurde keine Erstürmung versucht. Schließlich ordnete der Kriegsrat den Rückzug an. Sowohl Schertlin als auch Philipp meinten rückblickend, dass hier vor Ingolstadt die Chance vertan wurde, den Kaiser zu besiegen. Im Oktober wurden die logistischen Probleme im hessischen Heer immer gravierender.

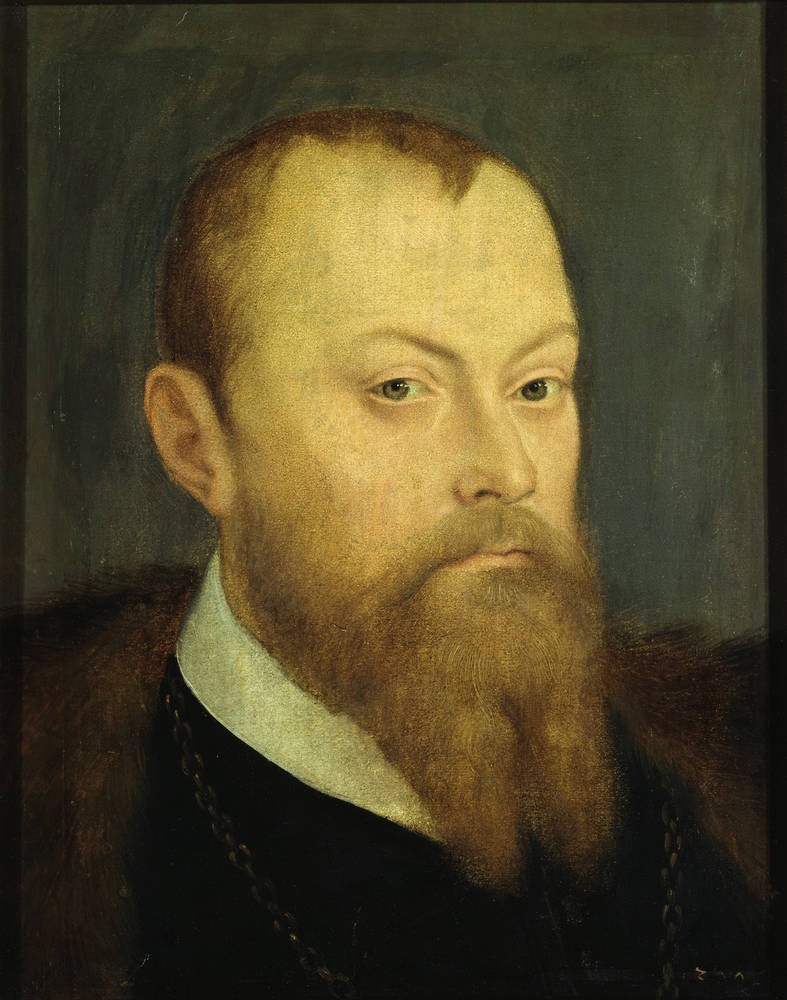
Moritz von Sachsen (Lucas Cranach der Jüngere um 1550, Gemäldegalerie Alte Meister, Dresden)

Dann wurde am 7./8. November bekannt, dass Philipps Schwiegersohn Moritz von Sachsen seine Neutralität aufgegeben hatte und sich anschickte, Kursachsen zu besetzen, wozu ihm der Kaiser das Mandat erteilt hatte. Der Kriegsrat fasste am 16. November 1546 in Giengen den Beschluss, dass die beiden Hauptleute in ihre Territorien zurückkehren sollten, um diese zu verteidigen. Damit standen die Reichsstädte im Südwesten und das Herzogtum Württemberg dem Kaiser allein gegenüber, und zusätzlich wurden Straßburg und Württemberg ersucht, 30.000 und 100.000 Gulden vorzustrecken, damit die abziehenden kursächsischen und hessischen Söldner bezahlt werden konnten. Der Straßburger Jakob Sturm drängte den Landgrafen, dem Feind nicht das Terrain zu überlassen. Philipp antwortete am 22. November, die kaiserliche Kavallerie sei überlegen und würde täglich stärker, während die eigenen Truppen durch Krankheit und Desertion dahinschwänden. Wäre mehr Geld da, würde er, Philipp, noch eine Offensive versuchen, aber diese Finanzmittel gebe es nicht.

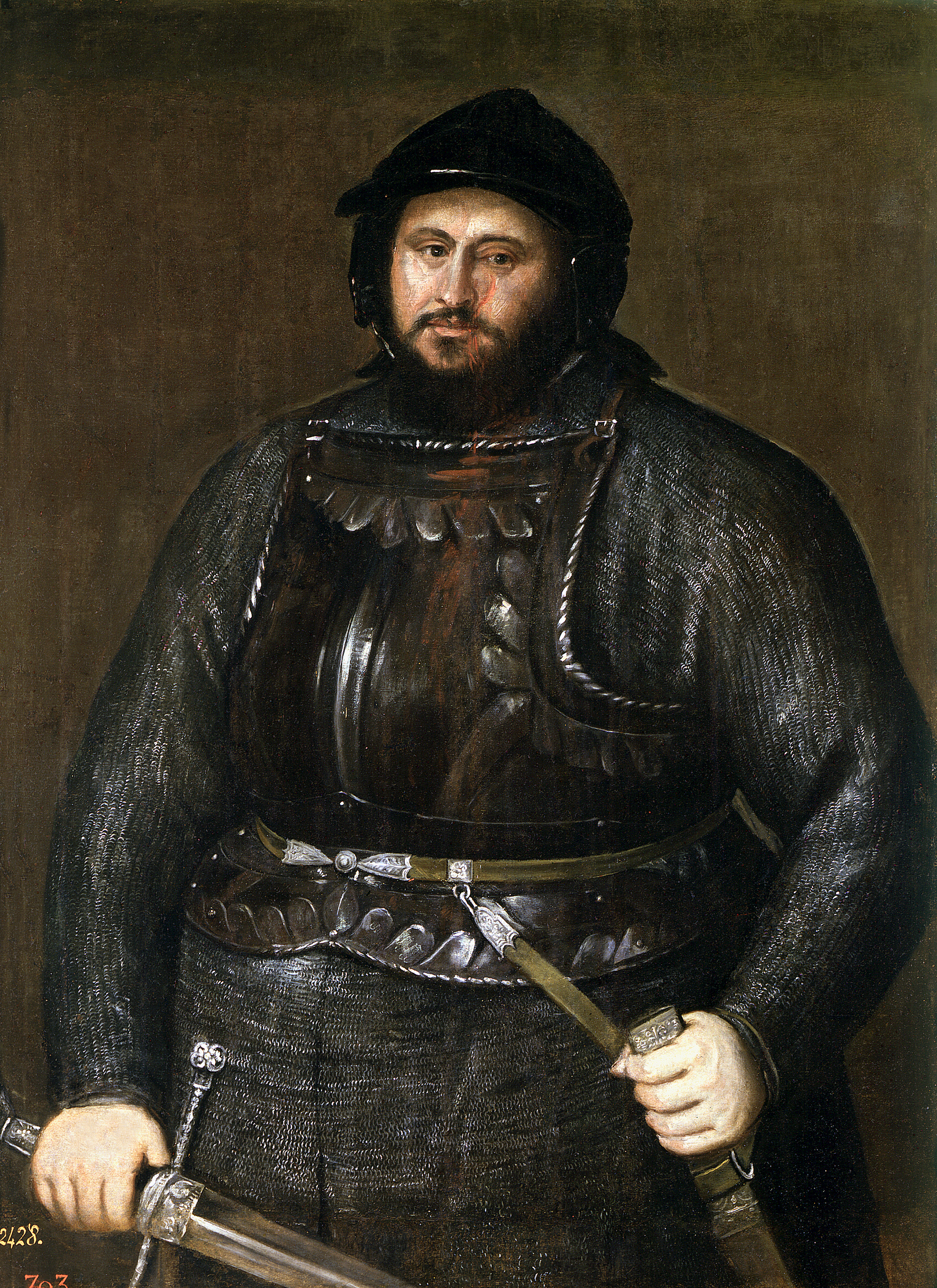
Johann Friedrich von Sachsen in Rüstung, mit der Gesichtsverletzung, die er in der Schlacht bei Mühlberg erhielt (Tizian 1548, Museo del Prado, Madrid)

Den Winter 1546/47 verbrachte Philipp in Hessen in Erwartung des kaiserlichen Angriffs. Er versuchte noch, sich durch ein Bündnis mit England oder Frankreich abzusichern, aber beides wurde gegenstandslos, da Heinrich VIII. und Franz I. Anfang 1547 starben. Philipp musste unbedingt mit dem Kaiser verhandeln, um sein Territorium ungeteilt zu erhalten („bei Land und Leuten zu bleiben“).
Nach dem Sieg in der Schlacht bei Mühlberg (24. April 1547) und der Gefangennahme des sächsischen Kurfürsten war der kaiserlichen Regierung daran gelegen, auch den zweiten Hauptmann des Bundes in ihre Gewalt zu bringen, vorzugsweise ohne die hessischen Festungen belagern zu müssen. Die Kurfürsten Joachim II. von Brandenburg und Moritz von Sachsen erhielten von Karl V. den Auftrag, Philipp zur Kapitulation zu raten und ihm „einen gnädigen Kaiser, also Milde, wenn nicht Straffreiheit, zuzusichern.“ Historisch ist nicht mehr zu klären, ob der Kaiser eine solche Zusage selbst gegeben hatte, aber die beiden Kurfürsten sahen sich berechtigt, das so zu formulieren, und Philipp verließ sich darauf. Ende Mai 1547 trafen sich Moritz und Philipp in Leipzig, und Moritz nannte die kaiserlichen Forderungen: Unterwerfung auf Gnade und Ungnade, Befolgung der Urteile des Reichskammergerichts, Übergabe der hessischen Festungen und Geschütze, Zahlung der Kriegskosten. Philipp ritt nach mehrtägigen Verhandlungen zurück nach Kassel, außer sich wegen der „unmenschlichen und harten Conditiones.“ Aber er stand mit dem Rücken zur Wand und signalisierte Moritz unmittelbar nach seiner Rückkehr, er sei zur Unterwerfung bereit.

#### Fußfall von Halle (18. Juni 1547)

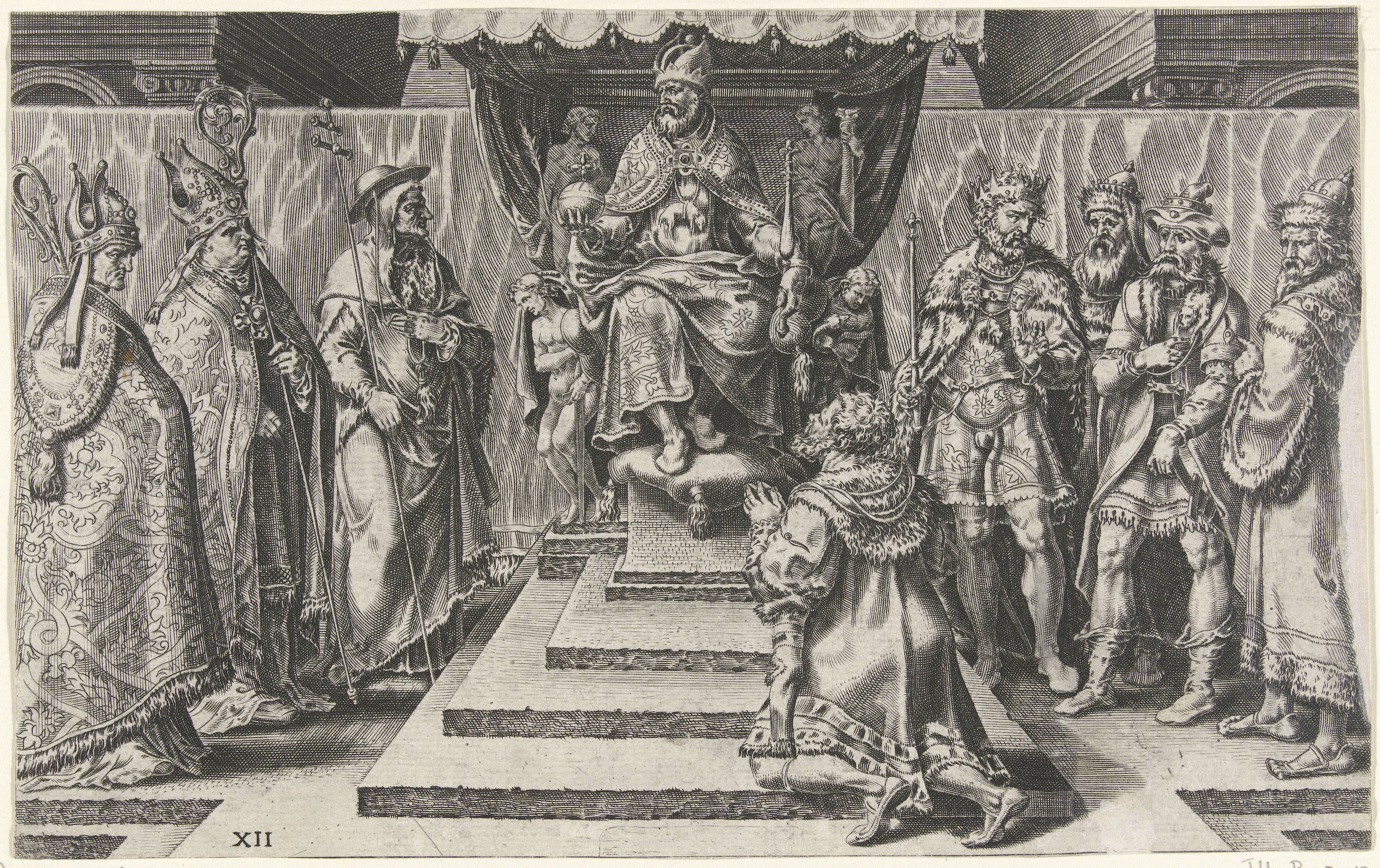
Landgraf Philipp, mit barbarisch wirrem Haar, kniet vor dem sich abwendenden Kaiser (Dirck Volckertsz. Coornhert nach einer Zeichnung von Maarten van Heemskerck, 1555/56, Rijksmuseum Amsterdam)

Am 18. Juni 1547 kam Philipp nach Halle in die Herberge Moritz’ von Sachsen, wo er die Kapitulation unterschrieb. Abends trat er im Thronsaal des Neuen Baus vor den Kaiser. Der Herrscher erwartete ihn auf seinem Thronsessel sitzend in Gegenwart zahlreicher Fürsten. Während der hessische Kanzler Tilman von Günderode die Bitte um Vergebung verlas, kniete Philipp vor dem Kaiser. Das Ritual der Unterwerfung (deditio) sah vor, dass der Herrscher dem Knienden nun als Zeichen seiner Gnade die Hand reichte. Karl wandte sich stattdessen von dem Landgrafen ab, aber dieser missverstand die Situation und stand auf, um zum Handschlag auf den Kaiser zuzugehen. Das war ein schwerer Bruch des burgundisch-spanischen Hofzeremoniells. Herzog Alba fasste Philipp bei der ausgestreckten Hand und begleitete ihn nach draußen. Ein Abendessen Philipps mit den beiden Kurfürsten Joachim und Moritz und Alba sowie dem Kanzler Granvelle schloss sich auf der Moritzburg an, danach nahm Alba den Landgrafen in Gewahrsam. Die Kurfürsten riefen Granvelle mitten in der Nacht herbei und warfen ihm vor, dass er Philipp nach seiner Unterwerfung freie Heimreise zugesagt habe. Granvelle legte ihnen die kaiserliche Erklärung schriftlich vor: dort stand, dass der Landgraf nicht mit ewigem Gefängnis gestraft werden solle. Eine befristete Haft sei damit nicht ausgeschlossen.
Diese Demütigung und Gefangennahme Philipps war ganz im Sinne Karls V. verlaufen und sollte seine kaiserliche Macht demonstrieren, aber weil die Kurfürsten Joachim und Moritz sich von Granvelle hinterlistig getäuscht sahen und ihre Sicht der Dinge der Öffentlichkeit bekannt machten, wurde der Fußfall von Halle „schließlich zu einer schweren Hypothek für Karls Ansehen und Handlungsspielraum.“ Die beiden Kurfürsten waren nun durch die Bürgschaft, die sie Philipp geleistet hatten, in der Pflicht, alles zu seiner Freilassung zu versuchen oder sich persönlich in hessische Geiselhaft zu begeben.

### Gefangener des Kaisers

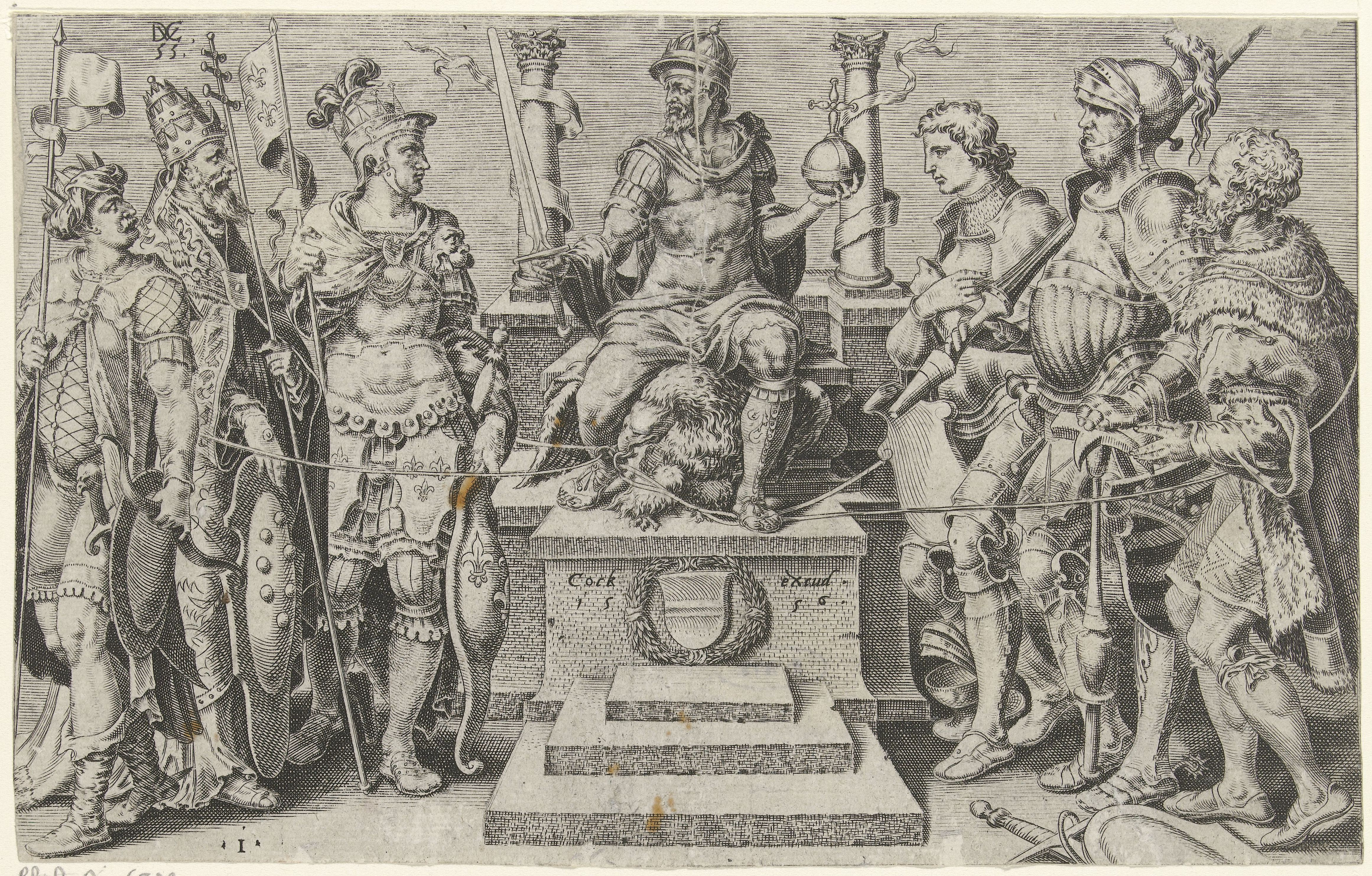
Triumph Karls V. über seine gefesselten Feinde, von links: Sultan Süleyman, Papst Clemens VII., Franz I. von Frankreich, der Herzog von Jülich-Kleve-Berg, der sächsische Kurfürst und auf der rangniedrigsten Position (rechts außen) der hessische Landgraf (Dirck Volckertsz. Coornhert nach einer Zeichnung von Maarten van Heemskerck, 1555/56, Rijksmuseum Amsterdam)

Der Kaiser führte seine beiden wichtigsten Gefangenen, Kurfürst und Landgraf, wie in einem Triumphzug mit durch Süddeutschland. Johann Friedrich von Sachsen hatte die Kurwürde und einen Teil seines Territoriums verloren, aber er genoss in der Haft als vornehmer Gefangener einige Erleichterungen. Bei Philipp von Hessen war das Gegenteil der Fall. Ihm blieb sein Titel und seine Landgrafschaft. Mit der Lösung der Acht war er ab sofort wieder berechtigt, sein Land zu regieren – wenn auch als Gefangener unter erschwerten Bedingungen. Sein ältester Sohn Wilhelm führte für ihn in Kassel die Regierungsgeschäfte. Philipp hatte ihm dazu einen Regentschaftsrat beigeordnet, bestehend aus seiner Gemahlin Christine, dem Kanzler Heinrich Lersner und den Räten Rudolf Schenk zu Schweinsberg, Wilhelm von Schachten und Simon Bing. Philipps Haft war härter als die des Kurfürsten. In Süddeutschland schlief er meist in Feldlagern, fürchtete, sich mit der Pest anzustecken, klagte über Fieber und Schwächeanfälle und war überhaupt gesundheitlich labil. Er hoffte noch, es handle sich um eine kurze Beugehaft. Aus der Sicht des Kaisers war es „die Sicherungsverwahrung eines Unverbesserlichen auf unbestimmte Zeit.“
Im Februar 1548 erhielt die Landgräfin Christine am Rande des Augsburger Reichstags eine Audienz beim Kaiser und bat ihn fußfällig um Freilassung ihres Mannes. Sie wurde dabei von anderen Fürstinnen und hochrangigen Fürsprechern unterstützt, die Moritz von Sachsen zusammengebracht hatte. Nun hieß es, Philipp müsse erst alle Bedingungen erfüllen. Im Frühjahr 1548 kam die Durchführung des Augsburger Interim in Hessen neu zu den Kapitulationsbedingungen hinzu. Obwohl Philipp seinem Sohn und den Kasseler Räten die Annahme des Interim empfahl, stockte die Umsetzung. Philipp sah ein, dass sein Engagement für das Interim ihn der Freilassung auch nicht näher brachte, und verlor das Interesse an dem Thema, ebenso wie auch der Kaiser die Befolgung des Interim in Hessen anscheinend bald nicht mehr beachtete.

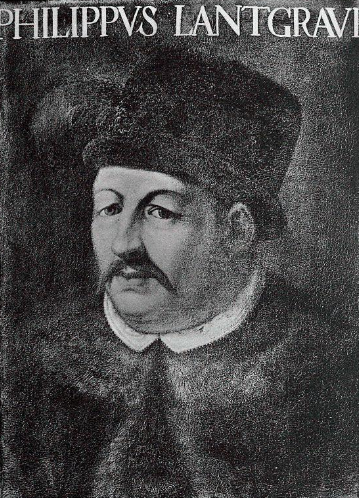
Landgraf Philipp von Hessen um 1550 (Kopie eines verschollenen Gemäldes in der Bildnissammlung des Paolo Giovio durch Cristofano dell’Altissimo, Uffizien)

Philipp hatte während seiner bisherigen Regierung Fakten geschaffen und den territorialstaatlichen Ausbau auf Kosten seiner Nachbarn vorangetrieben. Diese Übergriffe waren bei der Achterklärung im Einzelnen benannt worden. Als er bei seiner Unterwerfung in Halle die Autorität des Reichskammergerichts anerkennen musste, gingen alle schwebenden Streitsachen zur Entscheidung dorthin. Sie wurden in Speyer während Philipps Haft sämtlich gegen Hessen entschieden. Obendrein hatte Philipp seinen Prozessgegnern (Nassau, Hersfeld, Haina, Kurmainz, Deutscher Orden) hohe Entschädigungen zu zahlen. Hessen war finanziell ruiniert, und der Landgraf rechnete selbst damit, dass ihm nach der Freilassung wohl nur einige Ämter um Kassel bleiben würden.
Im August/September 1548 wurde Philipp als Gefangener rheinabwärts in die Spanischen Niederlande gebracht und im Burgundischen Kastell zu Oudenaarde inhaftiert. Er hatte dort ein Dutzend Bedienstete und lenkte aus der Haft die hessische Politik. Der Briefwechsel mit Kassel lief über die offizielle und zensierte Korrespondenz und über Kassiber. Ende Mai 1550 wurde Philipp nach Mechelen verlegt und bewohnte ein Nebengebäude des Hauses der Margareta von York. Seine Haftbedingungen waren schlechter, er fürchtete den Weitertransport nach Spanien. In Kassel liefen deshalb Planungen, den Landgrafen gewaltsam zu befreien und nach Hessen zu bringen. Aber die hessische Ritterschaft weigerte sich, bei einer so tollkühnen Aktion mit unabsehbaren Konsequenzen mitzumachen. Schließlich versuchte eine Gruppe ehemaliger Söldner am 22. Dezember 1550, den Landgrafen zu befreien. Das Unternehmen scheiterte blutig, ohne dass Philipp auch nur seine Zelle verlassen hätte. Viglius Zuichemus verhörte Philipp daraufhin in kaiserlichem Auftrag und hatte auch die Möglichkeit, die Folter anzuwenden, wovon er aber keinen Gebrauch machte. Philipp saß in Einzelhaft, zeitweise in Dunkelhaft, und war nur noch von Spaniern umgeben. Die Kommunikation über Kassiber lief weiter. Nach sechs Wochen gab Viglius ihm offiziell Schreiberlaubnis. Philipp intervenierte wieder in der hessischen Politik und forderte vor allem, die Kurfürsten Moritz und Joachim müssten ihre Haft in Hessen antreten; weigerten sie sich weiterhin, sollten Schmähbriefe publiziert werden. In groben Zügen wusste er auch von Moritz’ Plänen zum Fürstenaufstand, war aber dagegen und drohte sogar, Moritz beim Kaiser anzuzeigen, wenn dieser nicht endlich in hessische Haft ginge. Als die Kriegsvorbereitungen in Kassel in die entscheidende Phase traten, wurde Philipp sicherheitshalber nicht mehr informiert.
Moritz hatte eine breite Allianz gegen den Kaiser geschmiedet. Als Kurfürst von Sachsen war er das politische Oberhaupt der Protestanten; wollte er in dieser Rolle anerkannt werden, war die Beseitigung des Interim seine Aufgabe. Außerdem blieb die verletzte Familienehre für ihn ein Problem: die fortdauernde Haft seines Schwiegervaters stempelte Moritz zum Verräter, da er diesem zur Unterwerfung geraten hatte. Sein Hauptargument, mit dem er Verbündete gewann, war die „Beseitigung des Kaiserabsolutismus“ (Heinz Schilling). In diesem Punkt war er konfessionsübergreifend mit den meisten Reichsständen einig.

### Rückkehr nach Hessen
Im Passauer Vertrag vom 2. August 1552 wurde die Freilassung des Kurfürsten und des Landgrafen aus kaiserlicher Haft, eine Hauptforderung der Sieger, zugesagt. Philipp verbrachte rund einen Monat als Gast der Statthalterin Maria im Schloss Tervuren, bis der Kaiser den Passauer Vertrag ratifiziert und seine Freilassung persönlich angeordnet hatte. Am 10. September traf der Landgraf mit seiner Begleitung schließlich in Marburg ein. Er kehrte als regierender Fürst zurück, Karl V. dagegen stand vor den Trümmern seiner Reichs- und Religionspolitik und dankte bald darauf ab. Philipp war in der Haft ergraut und übergewichtig geworden, doch im Gegensatz zum Kaiser keineswegs resigniert. Nach dem Tod Johann Friedrichs von Sachsen 1554 war er der älteste protestantische Reichsfürst, was ihm Respekt verschaffte. Mit Elisabeth von England korrespondierte er über Fragen der englischen Kirchenreform. Nach dem Augsburger Religionsfrieden 1555 gab es für ihn keinen Grund, weiterhin eine riskante Außenpolitik zu betreiben. Er widmete sich in den folgenden Regierungsjahren der Innenpolitik, insbesondere der Sanierung der Staatsfinanzen. Meist war er nun im Land unterwegs, ging der Jagd nach und ließ sich dabei von seinen Kanzleiwagen als einer Art „rollenden Büros“ begleiten. Durch den Passauer Vertrag waren die gegen Hessen ergangenen Urteile des Reichskammergerichts suspendiert und die Streitfälle Hessens mit seinen Nachbarn somit wieder neu zu regeln. Das gelang in den meisten Fällen durch gütlichen Vergleich. Das Reichskammergericht hatte im Katzenelnboger Erbstreit zugunsten Nassaus entschieden, aber Philipp erkannte den Urteilsspruch nicht an. Ein fürstliches Schiedsgericht verhinderte 1557 den drohenden Krieg und ermöglichte es Hessen im Frankfurter Vertrag, Katzenelnbogen gegen eine Landabtretung und eine hohe Entschädigungszahlung von 450.000 Gulden in acht Jahresraten von Nassau zu erwerben. Stärker als die juristischen Argumente Nassaus zählte am Ende, dass Philipp von Hessen Katzenelnbogen kontinuierlich verwaltet hatte. Philipp berief zwischen 1552 und 1567 elfmal den Landtag ein, vor allem um die Steuern bewilligt zu bekommen, mit denen der Bankrott Hessens abgewendet wurde. Es gelang, die verpfändeten Ämter wieder auszulösen und die Neuverschuldung zu reduzieren.

### Tod, Begräbnis und Nachfolgeregelung

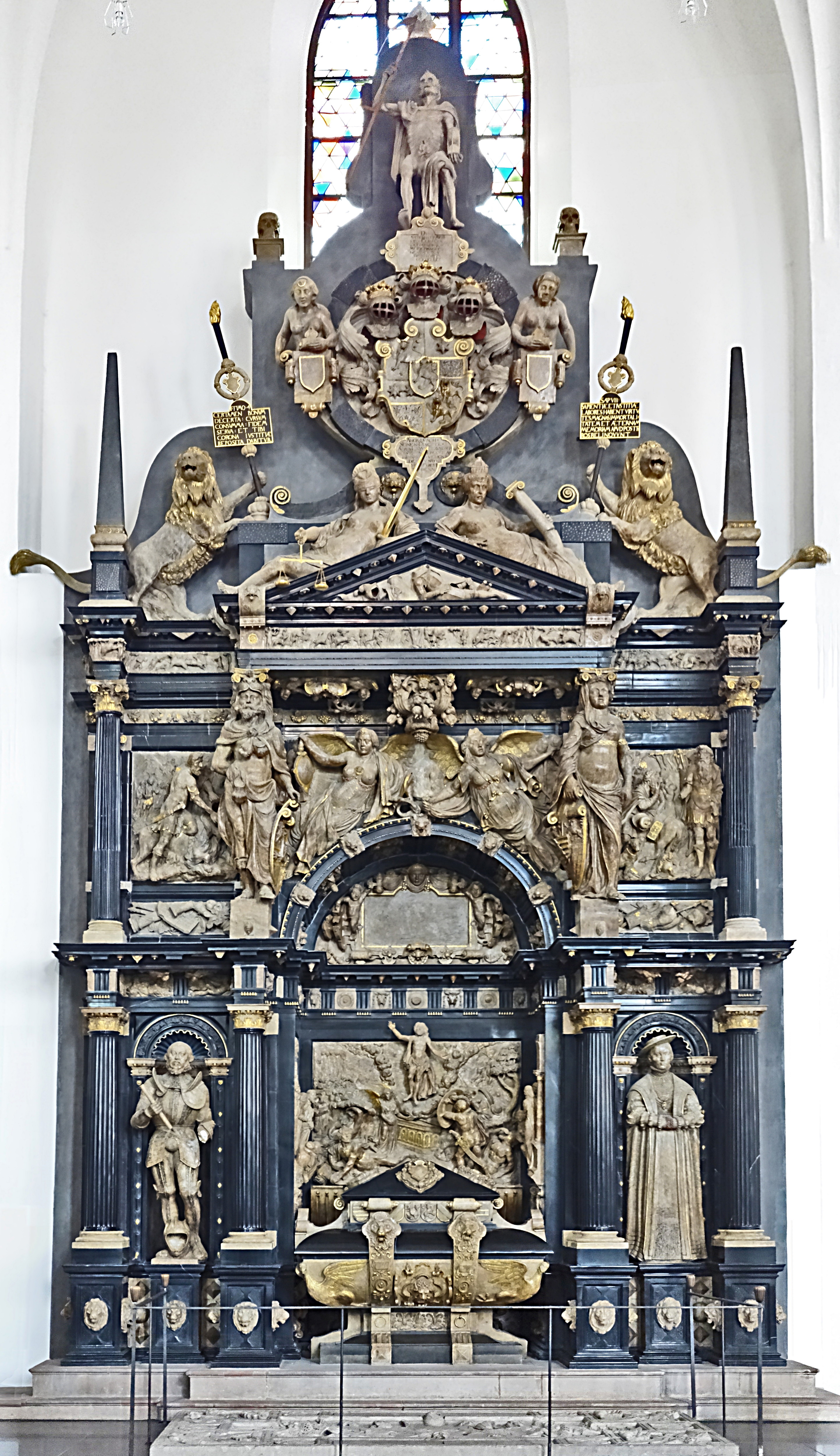
Epitaph in der Martinskirche (Kassel)

Philipp starb am Ostermontag 1567 in Kassel. Er hatte in seinen letzten Lebensjahren an chronisch offenen Beinen gelitten (vermutlich Thrombophlebitis). Ein akutes Geschehen wie Herzinfarkt, Schlaganfall oder Lungenembolie führte zum Tod. Die Landgräfliche Grablege in der Elisabethkirche, die bis 1570 zum Deutschen Orden gehörte, stand für die Beisetzung nicht zur Verfügung, und so wurde Philipp neben seiner Frau Christine von Sachsen in der Martinskirche in Kassel beigesetzt.

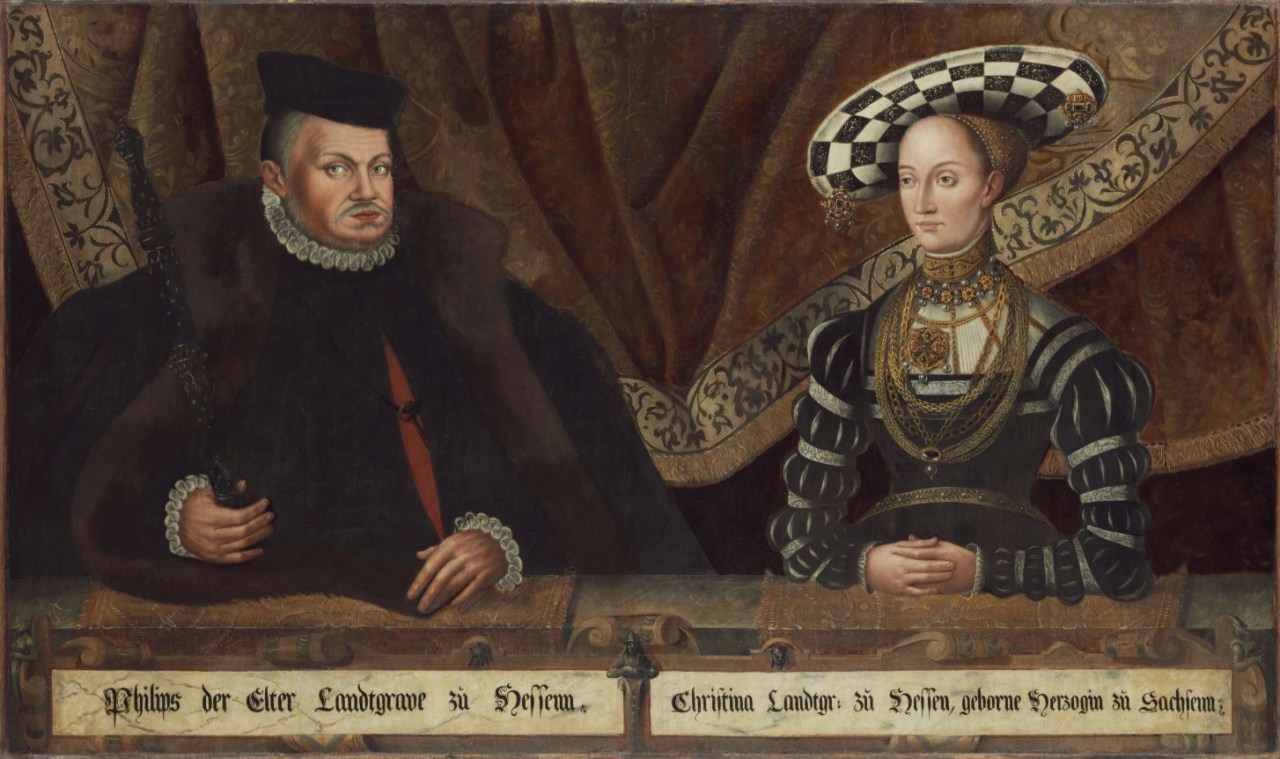
Postumes Doppelbildnis des Landgrafenpaars Philipp und Christine. Philipp trägt den Schlüssel seiner gescheiterten Flucht aus kaiserlicher Haft als Amulett an einer Halskette (Jost vom Hoff, 1585/90, Museumslandschaft Hessen Kassel)

Elfmal hatte Philipp zwischen 1534 und 1562 sein Testament geändert. Das Testament von 1534 ist nicht erhalten, enthielt aber wohl die Primogeniturregelung des Testaments vom 15. Februar 1536: Wilhelm, der zu diesem Zeitpunkt einzige Sohn, erbte die Landgrafschaft ungeteilt. In dem nächsten Testament vom 26. April 1536 erhielt Wilhelm das hessische Kernland, aber seinem jüngeren Bruder Ludwig wurde die wichtige Grafschaft Katzenelnbogen zugesprochen. Philipp entwarf Regelungen, die Wilhelm und Ludwig im Sinne der Landeseinheit zur Kooperation verpflichteten. Bevor er die Doppelehe mit Margarethe von der Saale einging und die Versorgung der Söhne aus dieser Ehe zu regeln hatte, war Philipp also schon in Überlegungen zur Landesteilung. Als Christine einen dritten Sohn namens Philipp zur Welt brachte, konnte der Landgraf diesem noch einen Teil der Grafschaft Katzenelnbogen zuweisen, und die hessischen Stammlande verblieben ungeteilt bei Wilhelm. Aber als der vierte Sohn Georg geboren wurde, war eine weitere Zerstückelung Katzenelnbogens für den Landgrafen keine Option mehr. Er hielt „die Teilung des gesamten Territoriums in vier existenzfähige Einzelterritorien bei gleichzeitiger Wahrung der politischen, institutionellen, wirtschaftlichen und militärischen Einheit“ Hessens für vorteilhafter.
Margarethes ausdauernder Einsatz für die Erbansprüche ihrer Söhne beeindruckte Philipp bei Abfassung seiner Testamente wenig. Als typischer Fürst des 16. Jahrhunderts behandelte Philipp die Landgrafschaft als seinen Privatbesitz, über den er in seiner Verantwortung als Vater frei verfügen konnte. Horst Carl fasst zusammen: Die Auseinandersetzung mit der Macht des Hauses Habsburg war für die Landgrafschaft eine „Überspannung der eigenen Kräfte“, die Niederlage absehbar. „Und die erneute Landesteilung beim Tod Landgraf Philipps 1567 erscheint dann weniger als letzter politischer Sündenfall des Landgrafen, sondern als Anknüpfen an spätmittelalterliche Normalität …“

### Nachkommen
Aus seiner am 11. Dezember 1523 in Dresden geschlossenen Ehe mit Christine von Sachsen (* 25. Dezember 1505; † 15. April 1549) hatte Philipp von Hessen folgende Nachkommen:
- Agnes (1527–1555); verheiratet in erster Ehe 1541 mit Kurfürst Moritz von Sachsen (1521–1553), in zweiter Ehe 1555 mit Johann Friedrich II., Herzog von Sachsen-Gotha (1529–1595)
- Anna (1529–1591), verheiratet mit Pfalzgraf Wolfgang von Zweibrücken (1526–1569)
- Wilhelm IV. von Hessen-Kassel (1532–1592), verheiratet mit Sabina von Württemberg (1549–1581)
- Philipp Ludwig (1534–1535)
- Barbara (1536–1597), verheiratet in erster Ehe 1555 mit Herzog Georg von Württemberg-Mömpelgard (1498–1558), in zweiter Ehe 1568 mit Graf Daniel von Waldeck (1530–1577)
- Ludwig IV. von Hessen-Marburg (1537–1604), verheiratet in erster Ehe 1563 mit Hedwig von Württemberg, in zweiter Ehe 1591 mit Marie von Mansfeld
- Elisabeth (1539–1582), verheiratet mit Kurfürst Ludwig VI. von der Pfalz (1539–1583)
- Philipp II. von Hessen-Rheinfels (1541–1583), verheiratet mit Anna Elisabeth von der Pfalz (1549–1609)
- Christine (1543–1604), verheiratet mit Herzog Adolf von Holstein-Gottorf (1526–1586)
- Georg I. von Hessen-Darmstadt (1547–1596), verheiratet in erster Ehe mit Magdalena zur Lippe (1552–1587), in zweiter Ehe mit Eleonore von Württemberg (1552–1618)

Aus der am 4. März 1540 in Rotenburg an der Fulda geschlossenen Ehe mit Margarethe von der Saale (* 1522; † 6. Juli 1566) hatte Philipp folgende Nachkommen:
- Philipp (1541–1569)
- Hermann (1542–1568)
- Christoph Ernst (1543–1603)
- Margarethe (1544–1608)
- Albrecht (1546–1569)
- Philipp Konrad (1547–1569)
- Moritz (1553–1575)
- Ernst (1554–1570)
- Anna (1557–1558)

Die Söhne erhielten den Titel Grafen von Diez, Geborene aus dem Hause Hessen.

## Schwerpunkte der Regierung Philipps

### Hessens Militär
Die Militärtechnik war um 1500 in einer Umbruchsphase: Die Artillerie wurde leistungsfähiger, der Festungsbau musste sich dem anpassen. Die Landgrafschaft gehörte hierbei zu den fortschrittlichsten Territorien. Um das Jahr 1527 sammelte Philipp Informationen über die Leistungsfähigkeit von Fortifikationen, mit dem Ergebnis, dass er die hessischen Höhenfestungen nicht mehr weiter entwickelte und vier Orte in Tieflage mit Erdwällen und Eckrondellen großräumig zu Festungen ausbaute. So besetzte er strategisch wichtige Positionen zur Landesverteidigung:
- Kassel (gegen Braunschweig),
- Gießen (gegen die Wetterauer Grafen),
- Rüsselsheim (gegen Kurmainz),
- Ziegenhain (als eine Art logistisches Zentrum).

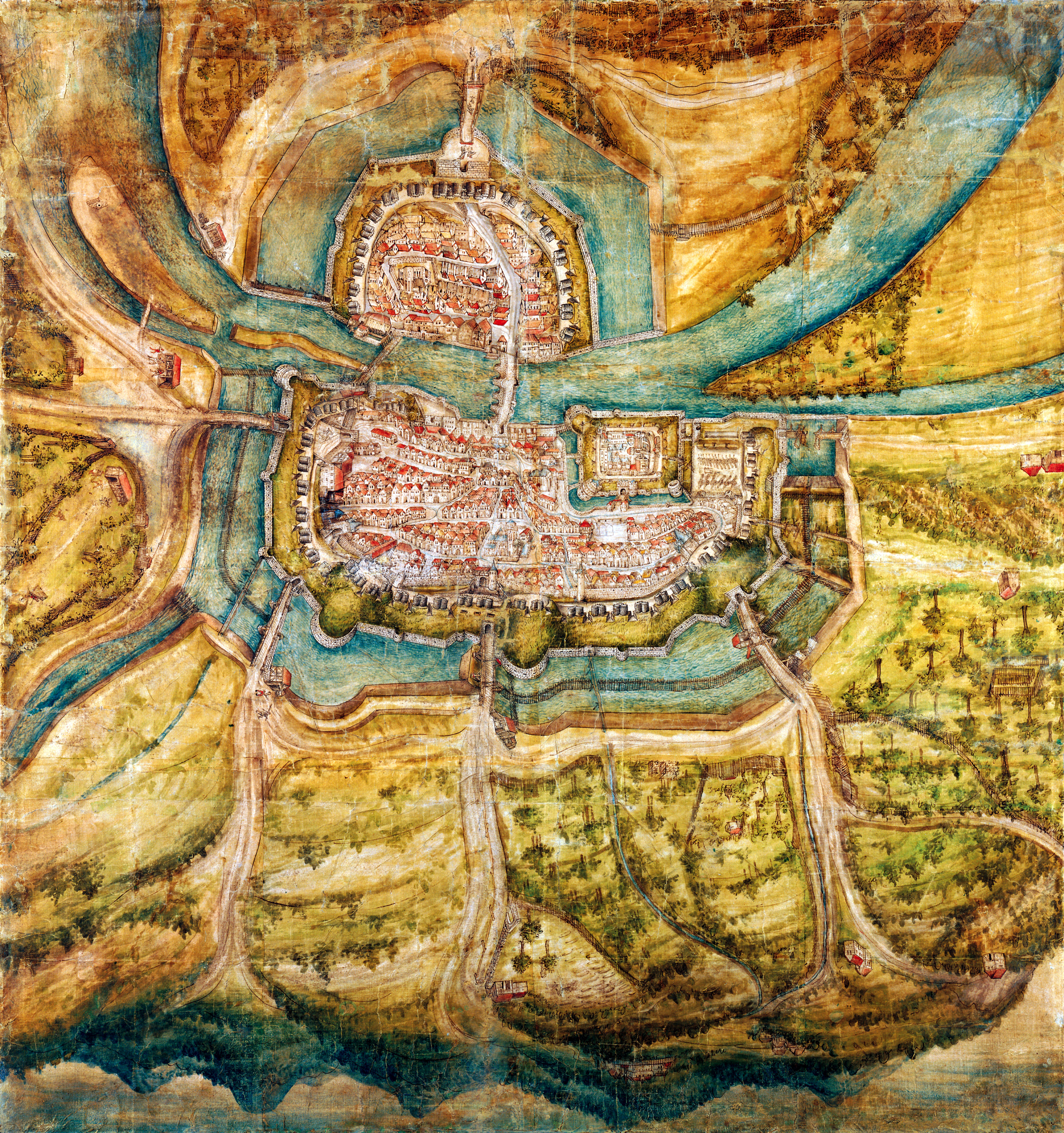
Plan der Festung Kassel, kolorierte Zeichnung vor 1547 (Hessisches Staatsarchiv Marburg, Signatur: A 31/a)

Den höchsten Stellenwert hatte für Philipp seine Residenz Kassel, zugleich seine stärkste Festung. Eine kolorierte Stadtansicht (169 × 178 cm), die Grund- und Aufriss kombiniert, wird allgemein seinem Hofmaler Michael Müller zugeschrieben und vor 1547 datiert. Die Wehrhaftigkeit Kassels ist optisch stark hervorgehoben. Vor die mittelalterliche Mauer mit ihren Türmen wurde eine moderne Befestigung aus Erdwällen, Basteien, Wassergräben und Glacis gelegt. Das ab 1523 von Philipp befestigte Landgrafenschloss hebt sich wie eine Zitadelle aus der städtischen Bebauung heraus; eines der Eckrondelle ist als einziger Rest bis heute erhalten.
Mit Ausnahme der Wasserfestung Ziegenhain ließ Karl V. die hessischen Festungen nach seinem Sieg im Schmalkaldischen Krieg schleifen. Viel Mauerwerk blieb aber unterhalb des Bauhorizonts stehen. Darauf wurde zügig wieder aufgebaut, und zwar im alten Stil. Als Philipp 1552 aus kaiserlicher Haft zurückkehrte, führte er keine Modernisierung entsprechend dem mittlerweile entwickelten „italienischen System“ mehr durch.
Philipp hatte seine Artillerie im Lauf seiner Regierungszeit gezielt verstärkt: 1525 verfügte er insgesamt über rund 150 Geschütze. Die Gesamtzahl der hessischen Geschütze im Schmalkaldischen Krieg lässt sich auf über 400 schätzen; Philipp verfügte damit über eine weit größere Artillerie als jeder andere Reichsfürst. Nach der Niederlage musste Hessen 241 Geschütze an den Kaiser abliefern. 170 von ihnen ließ Karl V. in seinem Geschützbuch (Discurso del Artilleria) abbilden. Diese Illustrationen zeigen, dass die Kalibergrößen nicht wie bei der kaiserlichen Artillerie standardisiert waren. Das hätte bei einem längeren Feldzug große logistische Probleme bereitet. Philipp setzte also bei seinen Geschützen allein auf Masse und nicht auf Modernität.
Der Landgraf, der es ablehnte, einem Maler Modell zu sitzen und ein offizielles Herrscherbild von sich in Umlauf zu bringen, ließ sich als Relief in ganzer Figur mit Federbarrett und Mantel auf einigen seiner Kanonen darstellen. Das zeigt, welchen Stellenwert der Geschützpark für Philipps Selbstverständnis hatte.

### Finanz- und Steuerpolitik
Philipps militärische Unternehmungen waren teuer. Inge Auerbach urteilt, für ihn habe die Regierungskunst wesentlich darin bestanden, „Krieg zu führen und andere dafür zahlen zu lassen.“ Nach Abzug aller Erstattungen und Kostenübernahmen durch Dritte schlugen besonders der Zug nach Württemberg mit 145.000 Gulden, der Krieg gegen Braunschweig mit 157.000 Gulden und der Schmalkaldische Krieg mit 168.000 Gulden zu Buche. Hessen musste immer mehr Schulden aufnehmen. Der Kredit des Landes erschöpfte sich, Philipp musste Ämter verpfänden.
Die wirtschaftliche Basis Hessens bildeten die durch säkularisierte Klostergüter vermehrten Domänen. Sie generierten am Ende der Regierungszeit Philipps 78 Prozent der Einkünfte. Das hessische Kernterritorium war reich an Wäldern. Waldnutzungsgebühren (für Bau- und Brennholz) erbrachten 1565 etwa 20 Prozent aller Nettoeinnahmen aus den hessischen Ämtern. In Sooden wurde neben einem bereits bestehenden Salzwerk eine landesherrliche Saline errichtet, und schließlich übernahm die Landgrafschaft die gesamte Soodener Salzproduktion. Das notwendige Holz stellten die hessischen Forsten bereit. Philipp öffnete für das Soodener Salz Exportwege durch Sachsen und verbot den Salzimport nach Hessen. Damit war der wirtschaftliche Erfolg gesichert.
Neben der traditionellen Landsteuer erhob die landgräfliche Verwaltung Vermögensteuern. In Hessen setzte sich allmählich das moderne Prinzip durch, die Einwohner nach ihrer wirtschaftlichen Leistungsfähigkeit zu besteuern; Philipp selbst bevorzugte die Vermögens- gegenüber der Landsteuer, da sie gerechter sei. Sozial ungerecht, aber finanziell ergiebig waren die zusätzlich erhobenen Tranksteuern auf Bier, Wein und Branntwein. „Diese stetigen Einnahmen bewirkten ganz wesentlich, dass der Verwaltungshaushalt in Philipps letzten Jahren schwarze Zahlen schrieb, wenn auch der Vermögenshaushalt noch tiefrot blieb.“

### Bildungspolitik

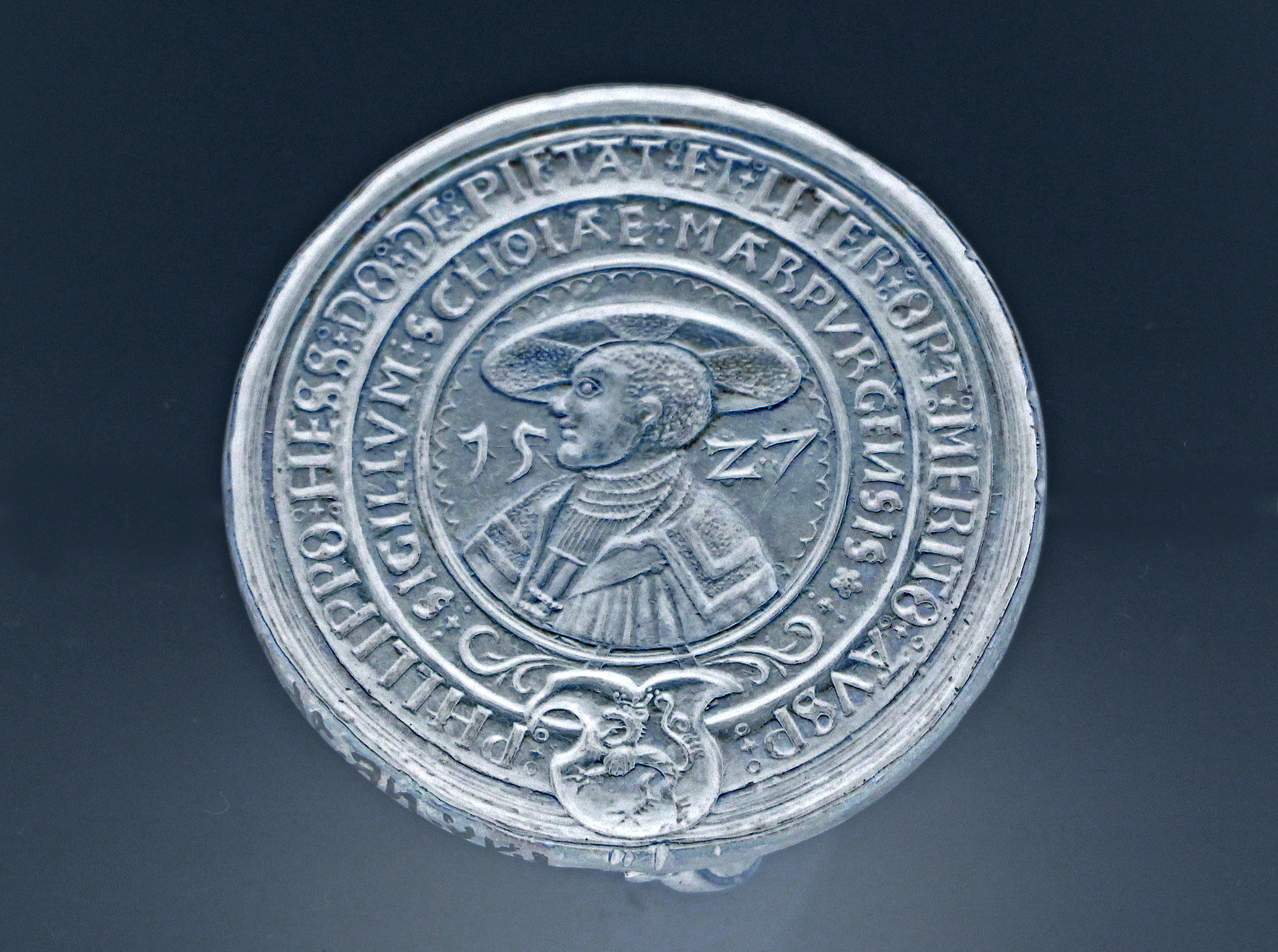
Großes Siegel der Universität Marburg (gespiegelt, invertiert)

Was in Lambert von Avignons Reformatio Ecclesiarum Hassiae von 1526 schon angelegt war, setzte Philipp ab 1527 um: Er baute von oben nach unten ein Bildungssystem für das ganze hessische Territorium auf, wobei die flächendeckende Versorgung mit Dorfschulen allerdings erst unter seinen Nachfolgern erreicht wurde:
- Gründung der Universität Marburg;
- Einrichtung des Marburger Pädagogiums mit „Scharnierfunktion zwischen Lateinschulen und Universität“;[160]
- Einrichtung von Elementarschulen in den kleinen Städten und Dörfern.

Die Mittel dazu nahm er aus dem säkularisierten Klostergut. Philipp ersetzte die bisherige kirchliche Bindung der Bildung (Kloster- und Stiftsschulen) durch eine Bindung an sich und übernahm damit als Landesherr bischofsähnliche Funktionen.
Die Universitätsgründung war sein Prestigeprojekt und diente der Herrschaftsrepräsentation. Insgesamt machte die Universität Marburg ein humanistisches Angebot, das auch diejenigen ansprechen konnte, die sich nicht explizit der Reformation angeschlossen hatten. Bei der Besetzung der theologischen Lehrstühle dominierte nicht wie bei der faktisch mit Marburg konkurrierenden kursächsischen Universität Wittenberg die Lehre Luthers und Melanchthons. Marburg war breiter aufgestellt mit dem oberdeutsch geprägten Lambert von Avignon, dem Humanisten Adam Krafft und dem Lutheraner Erhard Schnepf.
Der hessische Landgraf konnte seiner Gründung in Marburg zwar diverse Privilegien mit Bezug auf Hessen verleihen, aber nicht das Promotionsrecht, das die Anerkennung der hier verliehenen Doktorgrade in ganz Europa zur Folge hatte. Der Freiheitsbrief der Marburger Universität von 1529 erwähnte deshalb, dass die Fundation und Privilegierung durch den Kaiser angestrebt werde. Aber ab 1531 wurden in Marburg Magistergrade verliehen und so Fakten geschaffen. Im Zuge seiner Annäherung an den Kaiser erreichte Philipp, dass Karl V. die hessische Praxis 1541 durch ein „der Privilegform angenähertes kaiserliches Reskript“ nachträglich legitimierte.
Das 1531 gestochene Siegel der Universität zeigt das Brustbild Philipps mit porträtähnlichen Zügen und die Jahreszahl 1527. Die Umschrift lautet: SIGILLVM SCHOLAE MARPVRGENSIS : PHILIPPO HESS[orum] D[omin]O DE PIETAT[e] ET LITER[is] OPT[ime] MERITO AUSP[ice] (Siegel der Marburger Universität : unter dem Schutz des um den Glauben und die Wissenschaft sehr verdienten Philipp, Herrn der Hessen). Gury Schneider-Ludorff sieht die Universitätsgründung durch dieses Siegel interpretiert als eine neue, protestantische Form der Herrschermemoria.

### Sozialpolitik

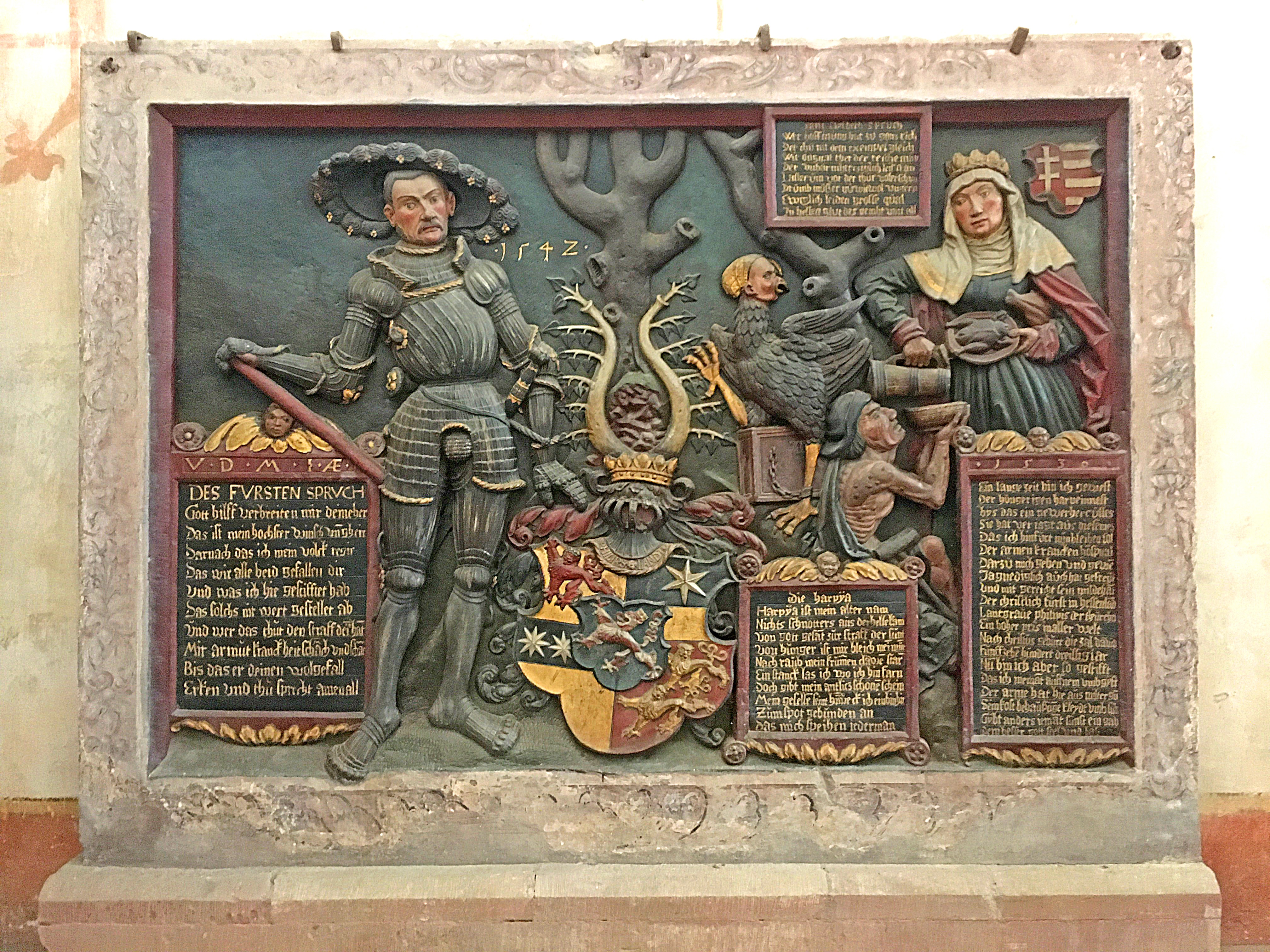
Philippstein im Kloster Haina (Philipp Soldan, datiert 1542)

Die spätmittelalterliche Almosenfrömmigkeit war durch die Reformation in Misskredit geraten. Das Alternativmodell, dass jede Kommune ihre eigenen Armen zielgenau unterstützen sollte, war aber von der städtischen Gesellschaft her gedacht. Dörfer konnten das nicht leisten. Die Visitationen in Hessen zeigten, dass die Dorfarmen nach der Aufhebung der Klöster jegliche institutionelle Unterstützung verloren hatten. Philipp reagierte mit der Gründung von vier Einrichtungen speziell für die arme Landbevölkerung, drei davon ehemalige Klöster: Merxhausen bei Kassel und Hofheim bei Darmstadt für Frauen, Haina bei Marburg und Gronau bei Sankt Goar für Männer. Sie deckten mit ihrem jeweiligen Einzugsbereich das Territorium Hessens ab. Aufgenommen wurden Mitglieder der evangelischen Kirche, die infolge von Behinderung, Krankheit oder Alter nicht für sich selbst sorgen konnten, wenn ihnen dies von einem Pfarrer oder Verwaltungsbeamten attestiert wurde. Viele alte und kranke Ordensleute verbrachten nach der Auflösung der hessischen Klöster ihre letzten Lebensjahre in den Hospitälern. Medizinische Versorgung gab es dort kaum, doch hatte oft bereits die geregelte Versorgung mit Nahrung und Kleidung einen positiven Effekt. Auffällig gegenüber vergleichbaren städtischen Einrichtungen ist die hohe Zahl psychisch Kranker, die hier aufgenommen wurden.
Der in der Klosterkirche von Haina aufgestellte Philippstein, ein Werk Philipp Soldans, vergleicht den Landgrafen Philipp mit seiner Ahnfrau Elisabeth von Thüringen, die einem Leprakranken Speise und Trank reicht. Damit legitimiert sie Philipps Hospitalstiftungen, wobei Philipp Elisabeth allerdings nicht nachahmt: „Ist die eher zufällige Versorgung einzelner Armer Modell einer vergangenen Zeit, so bietet die Einrichtung der Hospitäler die neue, in die Zeit passende Form … der Wohltätigkeit.“
Philipps Gründungen führten über die sozialpolitischen Konzepte der Reformationszeit hinaus, fanden aber keine Nachahmer im protestantischen Raum. Erst im frühen 19. Jahrhundert wurden Philipps Hospitäler aufgrund ihrer abgeschiedenen Lage mit dem psychiatrischen Konzept der Heil- und Pflegeanstalt neu interpretiert.

### Politik gegenüber Minderheiten
Das Wiedertäufermandat des Reichstags zu Speyer verfügte am 23. April 1529 die Todesstrafe gegen Täufer. Kurfürst Johann von Sachsen holte theologische Gutachten Luthers und Melanchthons ein. Faktisch reaktivierten die Wittenberger das mittelalterliche Ketzerprozessverfahren unter reformatorischen Vorzeichen. Die Hinrichtung zahlreicher Täufer in Kursachsen war 1533 die Folge. Dass Philipp von Hessen Täufer milder bestrafte, war eine Folge seines eigenen Biblizismus: Er erkannte an, dass die Täufer biblische Argumente hatten, und der Abendmahlsstreit zwischen Zürich und Wittenberg hatte gezeigt, dass man die Bibel unterschiedlich interpretieren konnte; das war nicht todeswürdig. In Hessen ging man gegen die Täufer deshalb wegen Störung der öffentlichen Ordnung zivilrechtlich vor (Einzelfallprüfung, gegebenenfalls Ausweisung). Die militärische Niederschlagung des Täuferreichs zu Münster 1535 war aus Philipps Sicht gerechtfertigt, weil dieses Gemeinwesen die gesellschaftliche Ordnung radikal in Frage gestellt hatte. Nach dieser Erfahrung eines militanten Täufertums fragte Philipp die Praxis des Umgangs mit den Täufern bei den evangelischen Reichsstädten ab. „Die vorgeblich offene Ratsuche entpuppte sich als Konsenssuche in eigener Sache. Der Anspruch der Wittenberger Theologen und die Argumentation des kursächsischen Nachbarn wurden damit relativiert.“ Die hessische Allgemeine Reformations- und Landesordnung von 1537 übernahm aus Augsburg die Körperstrafen Brandmarken und Züchtigen, die aber in Hessen selten verhängt wurden. Die Todesstrafe gegen ausländische Täufer war möglich, wenn der Landgraf sie bestätigte – was Philipp nie tat. Mit der Ziegenhainer Kirchenzuchtordnung von 1538 versuchte er, die Täufer in die landeskirchlichen Gemeinden zu integrieren.
Die Situation der Juden im Heiligen Römischen Reich war im frühen 16. Jahrhundert prekär. Ein städtisches Judentum gab es kaum noch; die jüdische Bevölkerung war in die Vorstädte oder aufs Land ausgewichen. Kursachsen hatte 1536 alle Juden aus dem Land gewiesen und ihnen auch Durchreise und Handel verboten. Als 1538 das hessische Judenschutzprivileg auslief, beauftragte Philipp Martin Bucer mit einem Gutachten zum weiteren Vorgehen. Bucer bevorzugte die Vertreibung. Für die Duldung der Juden entwarf er Regeln, die aus der Kombination des Fremdenrechts im Alten Testament mit dem römischen und kanonischen Recht gewonnen waren. Sie waren sehr restriktiv, unter anderem mit Talmudverbot und Forderung von Zwangsarbeit im Berg- und Straßenbau sowie generell niedrigsten Arbeiten (begründet mit Dtn 28,43–44 ; die Fremdlinge sind in Bucers Interpretation die Christen). Philipp verfasste ein Schreiben an seine Räte, das auf den 23. Dezember 1538 datiert ist und rein biblisch argumentiert. Mit Berufung auf Röm 11,17–24  betonte er die bleibende Erwählung Israels. Bucers Hinweis auf das alttestamentliche Fremdenrecht nahm er auf, leitete aber daraus ab, dass die Christen zu einem freundlichen Verhalten gegenüber den jüdischen Fremdlingen verpflichtet seien. Obwohl Philipp hier eine relativ judenfreundliche Position bezog und als Laientheologe auch gegen Bucer verteidigte, wirkte sich das auf seine praktische Judenpolitik kaum aus. Diese war pragmatisch, auch repressiv, wenn das Vorteile versprach. „Weder ließ er besondere Menschlichkeit erkennen, noch ließ er sich zu Ausbrüchen des Hasses hinreißen, wie sie bei anderen Zeitgenossen zu beobachten sind.“
Die Hessische Judenordnung von 1539 sah keine zeitliche Begrenzung vor und gab insofern den hessischen Juden eine größere Sicherheit. Aber ihre Situation verschlechterte sich durch diese Ordnung deutlich. Ihr Gegenüber war nun nicht mehr der Landesherr, sondern die Pfarrer und Verwaltungsbeamten. Luthers Pamphlet Von den Juden und ihren Lügen, das Melanchthon dem Landgrafen schickte, hatte eine verschärfte Auslegung der Judenordnung zur Folge. Generell wirkte Luther mit seinen antijüdischen Schriften in den 1540er Jahren auf die hessische Pfarrerschaft ein. Christine Reinle beurteilt Philipps Minderheitenpolitik als „ambivalent“: vergleichsweise milde gegenüber Täufern, vorsichtig auch bei der Hexenverfolgung, habe er gegenüber Juden eine „ausnehmend repressive Politik“ betrieben.

## Rezeptionsgeschichte
Philipp von Hessen ist eine schillernde Persönlichkeit, die gegensätzliche Beurteilungen erfahren hat. Eine Idealisierung setzte im protestantischen Raum bereits zu seinen Lebzeiten mit den Epigrammen von Helius Eobanus Hessus ein, sodann mit den Chroniken von Wigand Lauze und Wilhelm Dilich. Katholische Verfasser stellten demgegenüber Philipps Politik als destruktiv dar, etwa in der Zimmerischen Chronik.
Christoph von Rommels dreibändige Biografie Philipps von Hessen (1830) ist vor dem Hintergrund der hessischen Unionsdebatte zu sehen. Von Rommel befürwortete eine Bekenntnisunion in Hessen und politisch eine kleindeutsche Lösung. Die Homberger Synode war für von Rommel das Grunddatum der hessischen Kirche und gab ihr eine presbyterial-synodale Struktur. Der Landgraf wurde idealisiert als toleranter Landesherr, der die Freiheit der christlichen Gemeinde geachtet habe und die Trennung von Lutheranern und Reformierten zu überwinden suchte. In mehreren Aufsätzen vertrat Carl Ernst Jarcke in den 1840er Jahren eine katholisch-konfessionelle Gegendarstellung zu von Rommels Biografie. Philipp sei ein reiner Machtpolitiker, religiös gleichgültig und nur auf materiellen Gewinn aus dem säkularisierten Klostergut erpicht gewesen.
Philipp war Namensgeber für den 1840 gestifteten Verdienstorden Philipps des Großmütigen, der bis 1918 der zweithöchste Verdienstorden des Großherzogtums Hessen war.
Leopold von Ranke legte mit der Deutschen Geschichte im Zeitalter der Reformation (1839–1847) einen Gesamtentwurf vor, in dem Kirchengeschichte und Nationalgeschichte verschränkt sind: Die Impulse gehen von Luther und anderen Reformatoren aus. Die protestantischen Fürsten setzen sie administrativ und politisch-militärisch um, und hier hat Philipp von Hessen eine bedeutende Rolle. Die Homberger Synode war für den Monarchisten von Ranke der zum Scheitern verurteilte Versuch, demokratische Ansätze westeuropäischer Kirchentümer in Deutschland umzusetzen, wo die Reformation von der Obrigkeit und nicht vom Volke ausgegangen sei.
Friedrich Wilhelm Haßenkamp verfasste eine zweibändige, dezidiert Hessische Kirchengeschichte im Zeitalter der Reformation (1852), da seiner Ansicht nach die bisherige Reformationsgeschichtsschreibung zu stark sächsisch dominiert war. Das bedeutete eine Aufwertung Melanchthons, den Haßencamp in enger Kooperation mit dem Landgrafen sah. Als die evangelischen Kirchen in der zweiten Hälfte des 19. Jahrhunderts zu Körperschaften öffentlichen Rechts wurden und um ihre konfessionelle Ausrichtung gestritten wurde, nahmen sowohl der Lutheraner August Vilmar (Geschichte des Konfessionsstands der evangelischen Kirche in Hessen, 1860) als auch der Reformierte Heinrich Heppe (Kirchengeschichte beider Hessen, 1876) den Landgrafen für ihre konfessionelle Tradition in Anspruch.
Nachdem Preußen das Kurfürstentum Hessen 1866 annektiert hatte, setzte eine Aneignung der hessischen Geschichte in preußisch-deutschen Konzepten der Reformations- und Nationalgeschichte ein. Im Kaiserreich wurde Landgraf Philipp deshalb sowohl in der Geschichtsschreibung als auch in der Bild- und Denkmalkultur oft thematisiert.
Seit Anfang des 20. Jahrhunderts wurden die Quellen im Marburger Archiv erschlossen, darunter das Politische Archiv des Landgrafen. Walther Sohm erarbeitete auf dieser Grundlage die Bedeutung Philipps für die Entstehung des hessischen Territorialstaats (Territorium und Reformation in der hessischen Geschichte, 1915). Dieser Trend setzte sich nach 1945 weiter fort: „der Aufschwung der Territorialgeschichtsforschung und das Absinken des Interesses an den Fürsten auf die Ebene der Landesgeschichte.“ In der hessischen Geschichtsschreibung (Karl Ernst Demandt, Walter Heinemeyer) hielt sich insgesamt ein positives Bild des Landgrafen als politisch hoch begabter Führungspersönlichkeit des Protestantismus und Gegenspieler Karls V. – seine politischen Leistungen überstrahlen problematische Verhaltensweisen, etwa in den Packschen Händeln.
Seit den 1980er Jahren ist ein größeres Interesse an Philipp von Hessen und anderen Vertretern der Fürstenreformation zu beobachten, insbesondere an den „Kontinuitäten des reformatorischen Agierens zum spätmittelalterlichen Handlungsrepertoire.“ Inge Auerbach etwa bescheinigt Philipp, dass die Autorität von Kaiser, Recht und Reichsverfassung für sein politisches Handeln nachrangig gewesen seien; er habe wie andere Reichsfürsten reine Machtpolitik im Rahmen des mittelalterlichen Wertesystems einer „Fehde- und Gefälligkeitsgesellschaft“ betrieben: Expansion (durch Erbschaft, gütlichen Vergleich oder Eroberung) – und dann Absicherung des Erreichten. Philipp wird heute konsensual nicht mehr als wichtigster Kontrahent des Kaisers gesehen. Sein relativ niedriger Rang unter den Fürsten und die begrenzten Ressourcen Hessens ließen eine Totalopposition gegen Karl V. nicht zu. Die Annäherung an den Kaiser war folglich keine Kehrtwende, um nach der Ehe mit Margarethe von der Saale 1540 der auf Bigamie stehenden Todesstrafe zu entgehen. Sie setzte früher ein, diente der Absicherung territorialpolitischer Erfolge und ermöglichte es Philipp, anders als Johann Friedrich von Sachsen, nach der Niederlage des Schmalkaldischen Bundes 1547 Territorium und Titel zu bewahren.
Philipps permissiver Lebenswandel fand Mitte des 20. Jahrhunderts Aufmerksamkeit im damals noch jungen Medizinfach der Kinder- und Jugendpsychiatrie. Dessen Begründer, Hermann Stutte (1909–1982), mutmaßte 1952, Philipps Verhältnis zu Frauen sei durch Frustrationserlebnisse nach dem frühen Verlust des Vaters durch seine, wie Stutte unterstellte, gefühlskalte Mutter wesentlich beeinflusst wurden. Zugleich glaubte derselbe Autor, bei Philipp einen Fall von Triorchie (dreifache Ausbildung von Hoden) diagnostizieren zu können. Zu Beginn des 21. Jahrhunderts nahm sich der Marburger Anatom und Medizinhistoriker Gerhard Aumüller erneut des Themas an und widersprach vehement der These, Philipps libidinöses Verhalten könnte eine körperliche Ursache gehabt haben. Insbesondere wies er die Behauptung, Philipp habe eine Triorchie gehabt, als Fehldiagnose zurück. Inwieweit andererseits die angeblich „egozentrisch-machtgierige“ Mutter wirklich einen so negativen Einfluss auf die Entwicklung ihres Sohnes hatte, wie Stutte und andere unterstellen, lässt sich ohnehin im Nachhinein kaum klären, weil ja gerade in der sensiblen Phase der Kindheit eine ganze Reihe von Erziehern am Werk war.

### Monographien
- Richard Andrew Cahill: Philipp of Hesse and the Reformation (= Veröffentlichungen des Instituts für Europäische Geschichte Mainz. Band 180). Von Zabern, Mainz 2001, ISBN 3-8053-2871-0. Endet mit der Gründung der Universität Marburg 1527.
- Alfred Kohler: Antihabsburgische Politik in der Epoche Karls V.: Die reichsständische Opposition gegen die Wahl Ferdinands I. zum römischen König und gegen die Anerkennung seine Königstums (1524–1534) (= Schriftenreihe der Historischen Kommission bei der Bayerischen Akademie der Wissenschaften. Band 19). Vandenhoeck & Ruprecht, Göttingen 1982, ISBN 3-525-35916-0 (Digitalisat).
- Friedrich Krapf: Landgraf Philipp der Großmütige von Hessen und die Religionskämpfe im Bistum Münster 1532–1536. Marburg 1951 (Neuauflage 1997), ISBN 3-7708-1087-2 (Digitalisat).
- Kersten Krüger: Finanzstaat Hessen. 1500–1567. Staatsbildung im Übergang vom Domänenstaat zum Steuerstaat. Marburg 1980, ISBN 3-7708-0698-0 (Digitalisat).
- Jan Martin Lies: Zwischen Krieg und Frieden. Die politischen Beziehungen Landgraf Philipps des Großmütigen von Hessen zum Haus Habsburg (1534–1541) (= Veröffentlichungen des Instituts für Europäische Geschichte Mainz. Band 231). Vandenhoeck & Ruprecht, Göttingen 2013, ISBN 978-3-666-10116-8 (Open Access).
- Jean-Yves Mariotte: Philipp der Großmütige von Hessen (1504–1567): Fürstlicher Reformator und Landgraf (= Veröffentlichungen der Historischen Kommission für Hessen. Band 24/10). Elwert, Marburg 2018, ISBN 978-3-942225-40-3 (Französisches Original: Philippe de Hesse (1504–1567): le premier prince protestant. Champion, Paris 2008).Zusammenfassung älterer Literatur; die im Kontext des Jubiläumsjahrs 2004 erschienenen Beiträge wurden nicht mehr berücksichtigt.
- Gury Schneider-Ludorff: Der fürstliche Reformator. Theologische Aspekte im Wirken Philipps von Hessen von der Homberger Synode bis zum Interim. EVA, Leipzig 2006, ISBN 978-3-374-02395-0.

### Sammelbände
- Inge Auerbach (Hrsg.): Reformation und Landesherrschaft. Vorträge des Kongresses anlässlich des 500. Geburtstages des Landgrafen Philipp des Großmütigen von Hessen vom 10. bis 13. November 2004 in Marburg (= Veröffentlichungen der Historischen Kommission für Hessen. Band 24/9). Elwert, Marburg 2005, ISBN 3-7708-1283-2 (Digitalisat).
- Ursula Braasch-Schwersmann, Hans Schneider, Wilhelm Ernst Winterhager (Hrsg.): Landgraf Philipp der Großmütige 1504–1567: Hessen im Zentrum der Reform. Begleitband zu einer Ausstellung des Landes Hessen. Schmidt, Neustadt an der Aisch 2004, ISBN 3-87707-630-0.
- Heide Wunder, Christina Vanja, Berthold Hinz (Hrsg.): Landgraf Philipp der Großmütige und seine Residenz Kassel: Ergebnisse des interdisziplinären Symposiums der Universität Kassel zum 500. Geburtstag des Landgrafen Philipp von Hessen (17. bis 18. Juni 2004). Elwert, Marburg 2004, ISBN 3-7708-1267-0 (Digitalisat).
- Karl Dienst: Philipp der Großmütige, Landgraf von Hessen. In: Biographisch-Bibliographisches Kirchenlexikon (BBKL). Band 7, Bautz, Herzberg 1994, ISBN 3-88309-048-4, Sp. 476–479 (Artikel/Artikelanfang im Internet-Archive).

### Artikel
- Inge Auerbach (Hrsg.): Reformation und Landesherrschaft (= Veröffentlichungen der Historischen Kommission für Hessen. Band 24,9 = Quellen und Darstellungen zur Geschichte des Landgrafen Philipp des Großmütigen. Band 9). Elwert, Marburg 2005, ISBN 3-7708-1283-2, enthält unter anderem:
  - Inge Auerbach: Macht und Glauben. Grundprinzipien der Außenpolitik Philipps des Großmütigen am Beispiel Ostmitteleuropas bis zum Frieden von Kaaden. S. 231–332.
  - Kersten Krüger: Die Konsolidierung des hessischen Territorialstaats 1552–1567. S. 139–144.
  - Bernd Moeller: Hessen in Deutschland um 1500. S. 1–15.
  - Hans Schneider: „Das heißt eine neue Kirche bauen“. Die Formierung einer evangelischen Landeskirche in Hessen. S. 73–100.
  - Fritz Wolff: Dynastie und Territorium (bis ca. 1550). S. 17–30.
- Ursula Braasch-Schwersmann, Hans Schneider, Wilhelm Ernst Winterhager (Hrsg.): Landgraf Philipp der Großmütige 1504–1567: Hessen im Zentrum der Reform. Begleitband zu einer Ausstellung des Landes Hessen. Schmidt, Neustadt an der Aisch 2004, ISBN 3-87707-630-0, enthält unter anderem:
  - Elmar Brohl: Kein anderer Trost als Gott und meine Festungen. Landgraf Philipps Festungsbau. S. 93–103.
  - Horst Carl: Hessen und seine Nachbarn. Selbstbehauptung und Erfolge bis zu Philipps frühen Regierungsjahren. S. 37–48.
  - Thomas Fuchs: Kindheit und Jugend in unruhiger Zeit. S. 23–30.
  - Gabriele Haug-Moritz: Philipp und der Schmalkaldische Bund 1530/31–1547. S. 59–66.
  - Günter Hollenberg: Von Ständeopposition und Bauernkrieg zur gefestigten Landesherrschaft: Philipp und die Staatswerdung Hessens im 16. Jahrhundert. S. 67–78.
  - Fritz Wolff: Der gefangene Landgraf. Der Weg in die Gefangenschaft. S. 123–137.
- Cornelis Augustijn: Ein fürstlicher Theologe. Landgraf Philipp von Hessen über Juden in einer christlichen Gesellschaft. In: Zwingliana 19/2 (1993), S. 1–11 (PDF).
- Wolfgang Breul, Holger Th. Gräf: Fürst, Reformation, Land – Aktuelle Forschungen zu Landgraf Philipp von Hessen. In: Archiv für Reformationsgeschichte 98 (2007), S. 274–300.
- Eckhart G. Franz: Landgraf Philipp der Großmütige: Fürst, Staat und Kirche im Umbruch vom Mittelalter zur Neuzeit. In: Zeitschrift des Vereins für Hessische Geschichte und Landeskunde 109 (2004), S. 1–12.
- Holger Th. Gräf, Anke Stößer: Philipp der Großmütige, Landgraf von Hessen (1504–1567). Eine Bibliographie zu Person und Territorium im Reformationszeitalter (= Untersuchungen und Materialien zur Verfassungs- und Landesgeschichte. Band 20). Hessisches Landesamt für geschichtliche Landeskunde, Marburg 2004, ISBN 3-921254-90-6 (Digitalisat).
- Walter Heinemeyer: Landgraf Philipps des Großmütigen Weg in die Politik. In: Ders.: Philipp der Großmütige und die Reformation in Hessen. Gesammelte Aufsätze zur hessischen Reformationsgeschichte (= Veröffentlichungen der Historischen Kommission für Hessen und Waldeck. Band 24,7 = Quellen und Darstellungen zur Geschichte des Landgrafen Philipp des Großmütigen. Band 7). Herausgegeben von Hans-Peter Lachmann, Hans Schneider, Fritz Wolff. Elwert, Marburg 1997, ISBN 978-3-86354-100-2, S. 1–16.
- Berthold Hinz: Die Ikonographie Philipps von Hessen. In: Heide Wunder, Christina Vanja, Berthold Hinz (Hrsg.): Landgraf Philipp der Großmütige und seine Residenz Kassel (= Veröffentlichungen der Historischen Kommission für Hessen. Band 24,8 = Quellen und Darstellungen zur Geschichte des Landgrafen Philipp des Großmütigen. Band 8). Elwert, Marburg 2004, ISBN 3-7708-1267-0, S. 3–26.
- Herbert Kemler: Philipp der Großmütige: Landgraf – Reformator – Bigamist. In: Jahrbuch der Hessischen Kirchengeschichtlichen Vereinigung 56 (2005), S. 43–54.
- Pauline Puppel: Der junge Philipp von Hessen. In: Zeitschrift des Vereins für Hessische Geschichte und Landeskunde 110 (2005), S. 49–62.
- Christine Reinle: Reformation als Zäsur? Landesherr, Kirche und religiöse Praxis (ca. 1450–1550), 2. Die Landgrafschaft Hessen. In: Werner Freitag, Michael Kißener, Christine Reinle, Sabine Ullmann (Hrsg.): Handbuch Landesgeschichte. De Gruyter, Berlin/Boston 2018, ISBN 978-3-11-035411-9, S. 505–525.
- Tina Sabine Römer: Der Landgraf im Spagat? Die hessische Landesteilung 1567 und die Testamente Philipps des Großmütigen. In: Zeitschrift des Vereins für Hessische Geschichte und Landeskunde 109 (2004), S. 31–49.
- Georg Schmidt: Gefangen vor der Gefangenschaft? Landgraf Philipp und der Regensburger Geheimvertrag von 1541. In: Walter Heinemeyer (Hrsg.): Hundert Jahre Historische Kommission für Hessen 1897–1997. Teil 1. Elwert, Marburg 1997, ISBN 3-7708-1083-X, S. 463–480.
- Georg Schmidt: Der Kampf um Kursachsen, Luthertum und Reichsverfassung (1546–1553) – Ein deutscher Freiheitskrieg? In: Volker Leppin, Georg Schmidt, Sabine Wefers (Hrsg.): Johann Friedrich I. – der lutherische Kurfürst (= Schriften des Vereins für Reformationsgeschichte. Band 204). Gütersloher Verlagshaus, Gütersloh 2006, ISBN 978-3-579-01729-7, S. 55–84.
- Christina Vanja: Die Hohen Hospitäler Landgraf Philipps als neue ‚caritas‘. In: Heide Wunder, Christina Vanja, Berthold Hinz (Hrsg.): Landgraf Philipp der Großmütige und seine Residenz Kassel. Elwert, Marburg 2004, ISBN 3-7708-1267-0, S. 207–220.
- Fritz Wolff: Philipp der Großmütige. In: Neue Deutsche Biographie (NDB). Band 20, Duncker & Humblot, Berlin 2001, ISBN 3-428-00201-6, S. 376–379 (Digitalisat).
- Wilhelm Ernst Winterhager: Entscheidung in Heidelberg? Zur reformatorischen Wendung Landgraf Philipps von Hessen 1524, in: Mehr als Stadt, Land, Fluss. FS für Ursula Braasch-Schwersmann, hg. von Lutz Vogel, Ulrich Ritzerfeld, Melanie Müller-Bering, Holger Th. Gräf, Stefan Aumann, Neustadt/Aisch 2020, S. 153–156.